# Gesta Hungarorum vetera

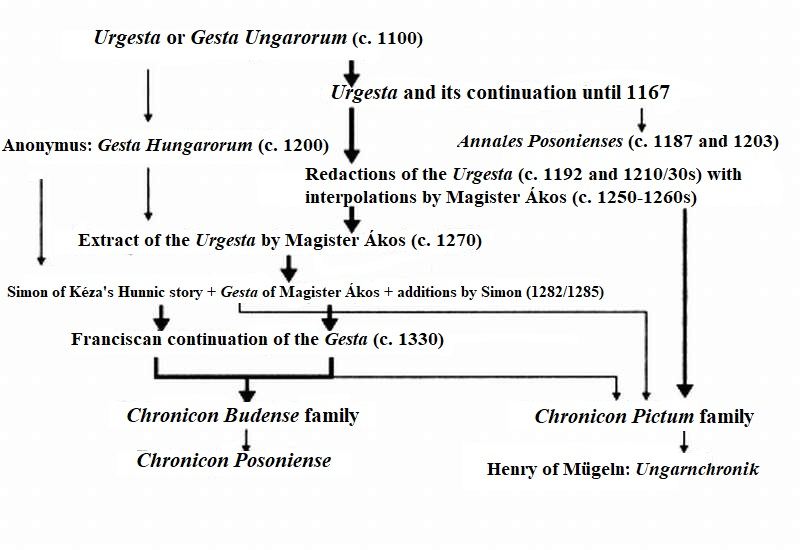
Albero genealogico delle cronache ungheresi fino al XIV secolo come ricostruito da György Györffy nel 1993

Gesta Hungarorum vetera, o anche Urgesta, Gesta Ungarorum o Antiche gesta (in ungherese ősgeszta) è il nome convenzionalmente riservato dalla storiografia al più antico esempio di cronache realizzato in Ungheria. Completate nella seconda metà del XI secolo o all'inizio del XII secolo, il contenuto fu ampliato e riscritto più volte tra il XII e il XIV secolo, sebbene il testo originale sia andato perduto e può essere ricostruito soltanto sulla base di opere del XIV secolo, in particolare la Chronica Picta.

## Compilazione, continuazioni e redazioni

### La prima cronaca
Le Urgesta vengono considerate il più antico esempio di opera storiografica ungherese, malgrado non vi sia consenso tra gli studiosi (storici, linguisti, ecc.) sulla data e le circostanze che ne portarono alla realizzazione.
| Compilazione                         | Storici |
| ------------------------------------ | --- |
| Sotto Andrea I (re dal 1046 al 1060) | Stephan Endlicher (1827), Ferenc Toldy (1868), Gyula Pauler (18831), Sándor Domanovszky (1906), Zoltán Tóth (1933), János Győry (1943), György Györffy (19481), János Horváth, Jr. (1954), Tibor Klaniczay (1964), György Szabados (2009)      |
| Sotto Salomone (r. 1063-1074)        | Gyula Sebestyén (1904), Jenő Vértesy (1905), Géza Nagy (1908), József Gerics (1961), Lajos J. Csóka (1967), Elemér Mályusz (1967), Kornél Szovák (2004)                                                                                        |
| Sotto Ladislao I (r. 1077-1095)      | Gyula Pauler (18992), Ubul Kállay (1915), Bálint Hóman (1925), József Deér (1937), Péter Váczy (1938), Marian Plezia (19471), Carlile Aylmer Macartney (1953), János Bollók (1986)                                                             |
| Sotto Colomanno (r. 1095-1116)       | Raimund Friedrich Kaindl (1893), László Geréb (1950), Marian Plezia (19592), György Györffy (19692), Gyula Kristó (1994), László Veszprémy (2004), Dániel Bagi (2005), Gábor Thoroczkay (2010), Péter B. Kovács (2020), Bernadett Benei (2022) |
| Sotto Géza II (r. 1141-1162)         | Henrik Marczali (1880), Imre Madzsar (1926) |
| Simone di Kéza                       | László Erdélyi (1933) |

#### Andrea I (re dal 1046 al 1060)

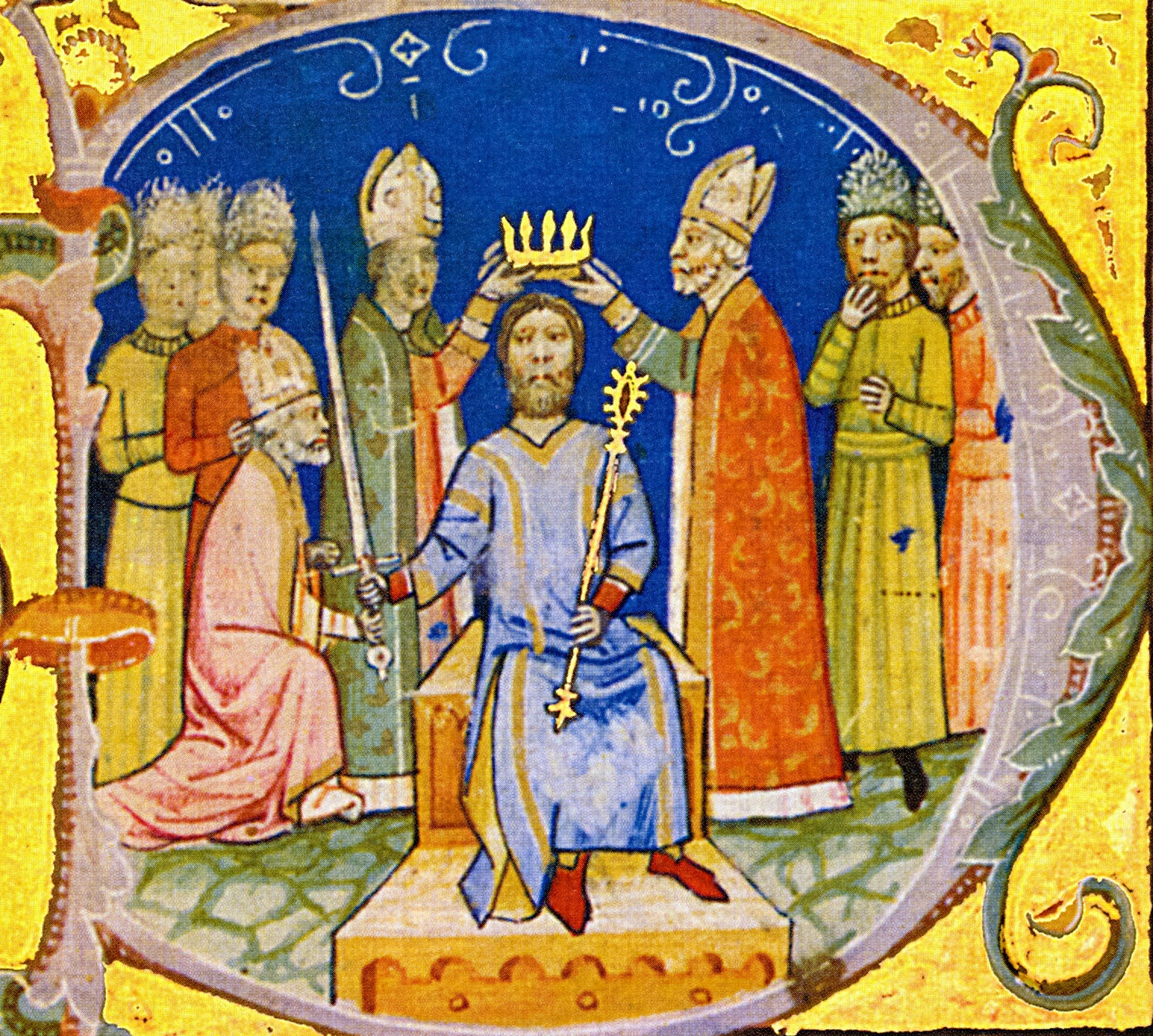
Incoronazione di Andrea I. Miniatura tratta dalla Chronica Picta

Stephan Endlicher (1827) fu il primo storico e filologo a teorizzare che la prima cronaca ungherese fosse stata ultimata durante il regno di Andrea I. In merito alla presenza di testi scritti, lo studioso di letteratura Ferenc Toldy (1868) aveva ritenuto che dei documenti fossero stati redatti già negli ultimi decenni di esistenza del principato d'Ungheria, nel X secolo, oltre agli annali dei più antichi monasteri benedettini. A giudizio di Toldy, Stefano I avrebbe ordinato di compilare una raccolta di gesta degli ungheresi proprio consultando questi documenti, una considerazione questa che dovrebbe considerarsi ulteriormente rafforzata se si pensa al fatto che la Chronica Picta si propone per sua stessa ammissione di ripercorrere gli «antichi testi sulle gesta degli ungheresi», così come le Gesta Hunnorum et Hungarorum di Simone di Kéza parlano di un'antica cronaca. Quest'opera a cui si accenna subì un ampliamento sotto Andrea I e sicuramente prima della nascita di Salomone nel 1053, come creduto da Toldy. Anche lo storico Gyula Pauler (1883) aveva all'inizio ipotizzato che la prima cronaca fosse stata scritta sotto Andrea I e che narrasse la storia dell'Ungheria a partire dalla rivalità tra il re e il suo ribelle fratello Béla. In seguito, come si dirà, il suo punto di vista è mutato.

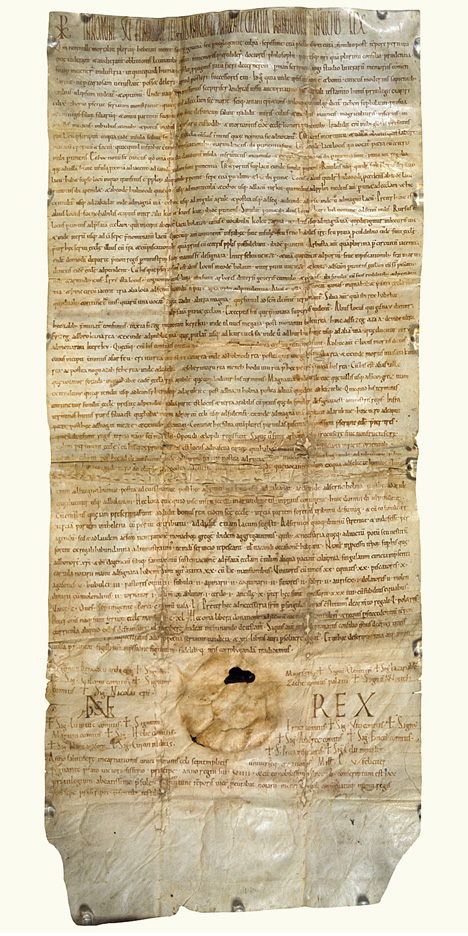
L'atto di fondazione dell'abbazia di Tihany (1055)

Dopo il 1939, Sándor Domanovszky aveva fornito tre argomentazioni a sostegno del completamento delle Urgesta durante il regno di Andrea I. In primo luogo, si era sottolineato che lo storico del XIII secolo Alberico delle Tre Fontane avesse consultato esclusivamente le gesta antiche nella sua cronaca, senza invece attingere ad esse per ricostruire gli eventi successivi al 1047. Ricordando poi che l'anonimo notaio e autore delle Gesta Hungarorum avesse completato la sua opera con inizio del regno di Andrea, Domanovszky aveva evidenziato come la cronaca ungherese guardasse agli Annales Altahenses per descrivere gli eventi sino al 1046. Zoltán Tóth (1933) ha sostenuto che l'episodio avvenuto a Várkony (quando Andrea, paralizzato, costrinse il fratello ribelle Béla a scegliere tra la corona e la spada) rimembra per certi versi la nomina di Egberto di York, ravvisando in quella circostanza la fine del periodo di influenza tedesca dell'epoca di Salomone; di conseguenza è a ulteriore dimostrazione di ciò, il resoconto sarebbe stato scritto durante il regno di Andrea I.
In un primo momento, anche György Györffy (1948) aveva pensato che le antiche gesta o Gesta Ungarorum (come da lui etichettate) furono compilate sotto Andrea I, finendo successivamente ampliate durante il regno di Ladislao I. Györffy ha affermato che l'anonimo notaio, Alberico, frate Riccardo, gli Annales Posonienses e la Chronica Picta consultarono ognuno questa cronaca e la sua continuazione del XII secolo. Lo storico letterario János Győry (1948) ha sostenuto che l'influenza degli Annales Altahenses si possa scorgere nel testo della tradizione cronachistica ungherese in modo esclusivo fino al 1046. Győry ha creduto che Andrea I avesse ordinato la scrittura delle Urgesta per accrescere la legittimità al potere dopo un periodo turbolento (guerre civili, incursioni tedesche e la rivolta pagana di Vata). Più tardi rispetto al 1047, il neo-incoronato Andrea rafforzò il proprio peso specifico e i capitoli successivi della tradizione testuale della cronaca non possono più essere ricondotti alla sua persona.
Il filologo classico János Horváth, Jr. (1954) ha reputato Nicola, vescovo di Giavarino, responsabile della formulazione dell'atto di fondazione dell'abbazia di Tihany, l'autore delle Urgesta, a causa di talune somiglianze stilistiche. Horváth ha osservato come questo autore si fosse fermato alla morte di Andrea I e avesse utilizzato frequentemente una prosa ritmica, meno tipica delle parti successive del testo cronachistico. Il cronista riferisce numerosi dettagli sulle guerre tedesco-ungheresi tra il 1050 e il 1060, a differenza delle opere straniere (ad esempio, gli Annales Altahenses). Horváth ha sostenuto che Nicola – oltre a documenti e intese di pace, in parte da lui curati – fosse ricorso a dei resoconti orali per la sue Urgesta, inserendo inoltre delle esperienze personali in quanto testimone coevo degli eventi (ovvero la rivolta pagana). A un certo punto, il testo riassume il tutto ripercorrendo una linea cronologica, il che potrebbe segnare la fine del testo originale delle antiche gesta). János Győry ha criticato aspramente le conclusioni di Horváth su diversi punti, mentre lo storico letterario Tibor Klaniczay (1964) ha considerato verosimile l'ipotesi secondo cui il primo autore della gesta avrebbe descritto gli avvenimenti dagli ultimi anni di regno di Stefano I e fino alla guerra tedesco-ungherese del 1051. Dopo il 2010, György Szabados ha per primo immaginato che le Urgesta compilate durante il regno di Andrea I avessero subito dei cambiamenti stilistici nel contenuto già anteriormente alla fine dell'XI secolo, circostanza la quale presupporrebbe l'esistenza di una cronaca antica precedente al termine dell'XI-XII secolo.

#### Salomone (r. 1063-1074)
Gyula Sebestyén (1904) ha creduto per primo che le Urgesta fossero state compilate sotto Salomone, e non dunque sotto Andrea. Jenő Vértesy (1905) ha sostenuto che l'idea di elaborare una cronaca magiara fosse nata prima della canonizzazione di San Ladislao e ha immaginato che la rivalità tra i figli di Salomone e Béla fosse narrata da una cronaca coeva. Un simile punto di vista è stato condiviso da Géza Nagy (1908), sottolineando che l'autore contemporaneo si era espresso contro coloro che sostenevano che Andrea, Béla e Levente fossero figli illegittimi di Vazul e avessero deliberatamente indicato Ladislao il Calvo come loro padre. Nagy ha affermato che queste Urgesta fossero incentrate su Salomone (da lui chiamate Cronaca di Salomone) e si focalizzassero sugli eventi avvenuti fino al 1087, data presunta della morte del re in esilio. La seconda parte della cronaca (la sua prima continuazione) si svilupperebbe dall'invasione dell'Ungheria per mano dei Cumani del 1091 al tempo di Géza II.

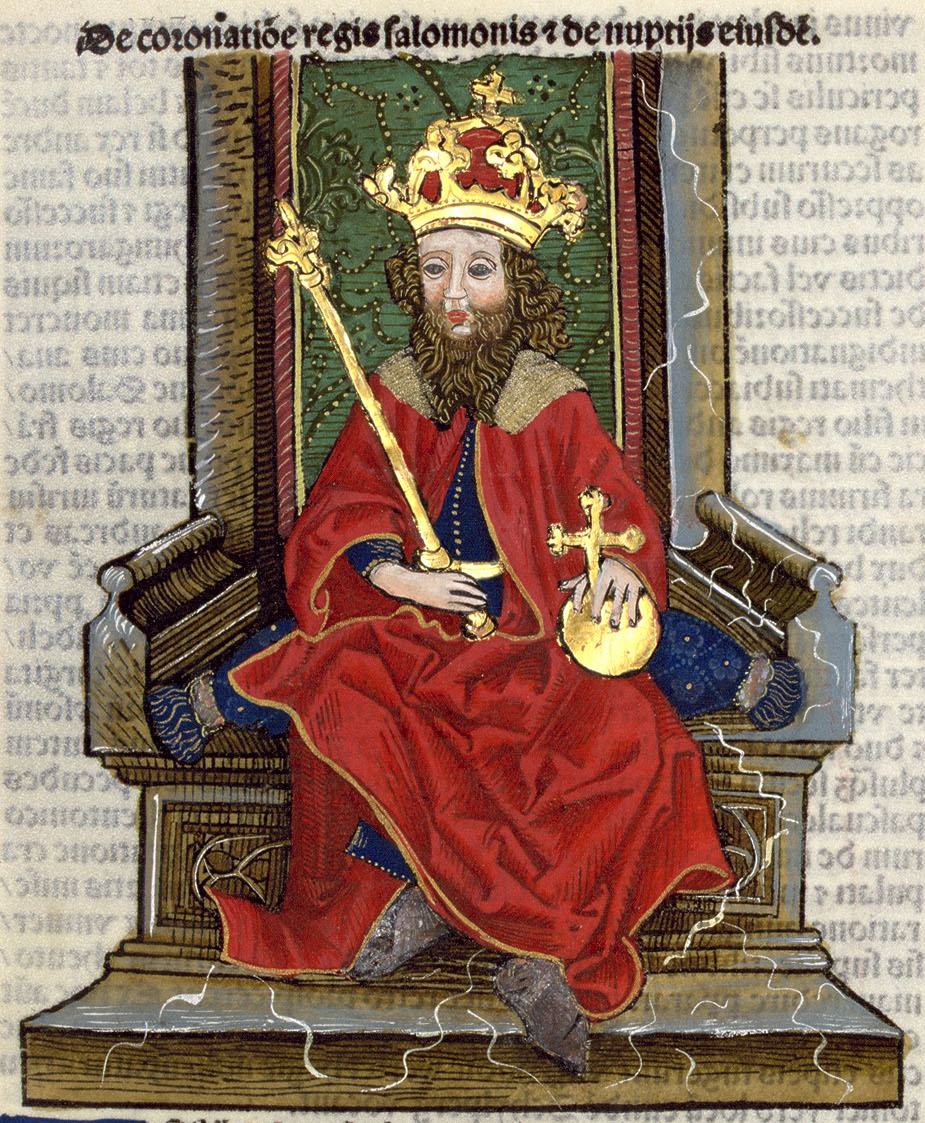
Salomone in un'illustrazione tratta dalla Chronica Hungarorum del XV secolo

Stando a József Gerics (1961), la versione più estesa dell'agiografia di Santo Stefano (Legenda maior sancti regis Stephani, scritta prima del 1083) utilizza già il testo delle gesta antiche, soprattutto quando si preoccupa di descrivere la ribellione di Koppány. L'agiografia formula la sua narrazione della guerra tedesco-ungherese del 1030 riprendendo delle frasi estrapolate dal capitolo della cronaca dedicato all'invasione tedesca dell'Ungheria del 1051. Gerics ha riscontrato due sezioni della cronaca che trattano i medesimi argomenti in contraddizione reciproca, riservando ora toni lusinghieri a Béla I, ora a Salomone. Gerics ha creduto che le Urgesta fossero state compilate intorno al 1066 o al 1067, e che l'ultimo capitolo riguardasse la consacrazione dell'abbazia di Zselicszentjakab in quell'anno. László Veszprémy ha concordato con Gerics, rimarcando il fatto che l'autore della Legenda maior potrebbe aver letto una versione precedente della cronaca principale, e che già negli anni Ottanta del X secolo esistesse una tradizione scritta delle precedenti guerre tedesco-ungheresi.

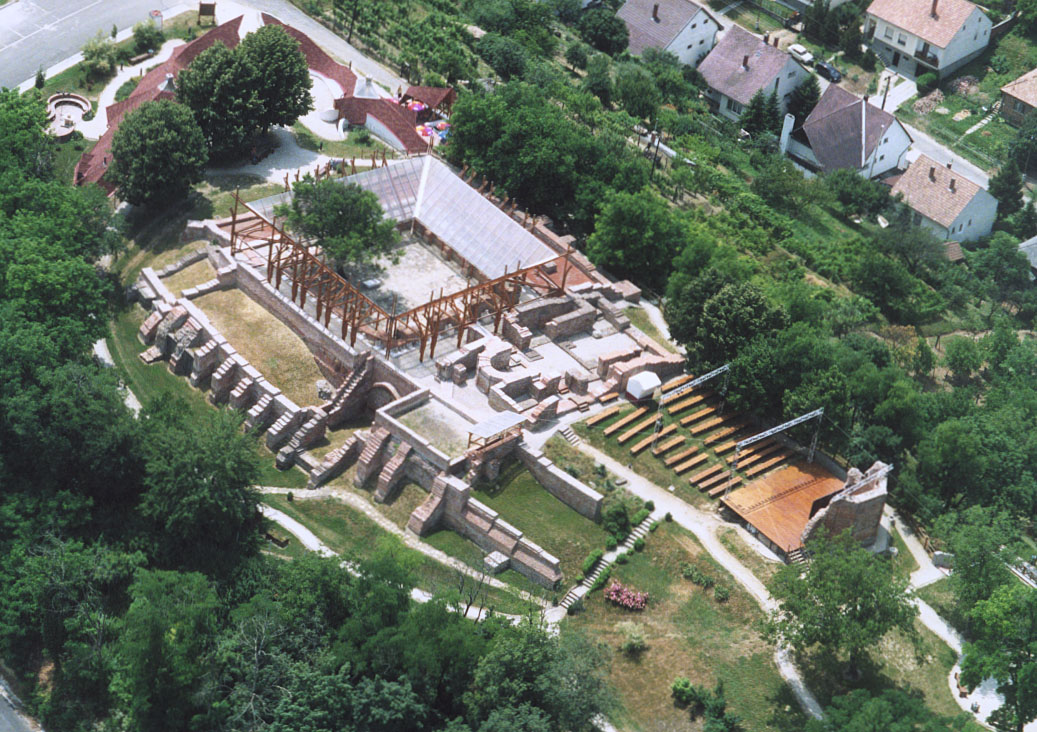
Rovine dell'abbazia di Zselicszentjakab

Elemér Mályusz (1967) ha ipotizzato che il primo compendio storico ungherese fosse stato redatto a metà dell'XI secolo, magari da un autore ecclesiastico di formazione occidentale. Scopo politico delle Urgesta era quello di esaltare la legittimità della dinastia regnante degli Arpadi e il suo impatto nella cristianizzazione dell'Ungheria. Mályusz ha identificato poi il vescovo Nicola di Giavarino come autore della gesta, ma (a differenza di Horváth) ha ipotizzato la compilazione risalisse ai primi anni del regno di Salomone. Lajos J. Csóka (1967) ha ritenuto che il Chronicon Zagrabiense e il Chronicon Varadinense della metà del XIV secolo dimostrassero l'esistenza di un'antica gesta durante il regno di Salomone. Queste opere attingevano alle Urgesta, mentre le informazioni successive, tuttavia, risultano imprecise e lacunose. Csóka ha sostenuto che le Urgesta fossero state compilate da un frate benedettino dell'arciabbazia di Pannonhalma. Gli autori degli Annales Altahenses ricevettero un estratto di questa cronaca. Secondo Csóka, le Urgesta furono ultimate prima del 1070 con lo spirito di commemorare il martirio di certi vescovi ed ecclesiastici, oltre a discutere di Stefano I, di cui ne viene riportata la data esatta della morte. Csóka ha sostenuto che la leggenda minore del primo re ungherese (Legenda minor) si ispirasse proprio al contenuto delle Urgesta, con il risultato che si può rintracciare il collegamento filologico con gli Annales Altahenses. Lo studioso ha affermato che l'autore benedettino aveva compilato le gesta molto probabilmente alla fine degli anni Sessanta del X secolo. Iniziando il suo lavoro nel 970, in concomitanza con le prime missioni cristiane in Ungheria, la cronaca sarebbe stata conclusa con un evento importante per il suo ordine ecclesiastico, la fondazione dell'abbazia di Zselicszentjakab.
Lo storico Kornél Szovák (2004) ha sostenuto che le Urgesta avessero visto la luce nei primi anni di dominio di Salomone, quando il suo rapporto con i figli di Béla I era ancora considerato sano; inoltre, ha ritenuto che la cronaca dovesse essere stata scritta prima della battaglia di Kerlés (1068). Stando a Szovák, il cronista avrebbe perseguito l'intento di legittimare l'ascesa di Salomone, presentandolo come più meritevole successore di suo padre nel 1057 o 1058. Questo autore ingloba svariati miti e leggende risalenti almeno a un secolo prima e prova a far luce sui primi discendenti degli Arpadi (ad esempio, Hunor e Magor, Emese e Botondo). Szovák ha sostenuto che il cronista avesse ravvisato un netto contrasto tra la persona di Santo Stefano e i sovrani di epoca successiva (discendenti del cieco Vazul), incolpando di ciò Gisella di Baviera, moglie di Stefano. La responsabilità della nobildonna, praticamente resa un capro espiatorio, sarebbe da ravvisarsi negli intrighi che coinvolsero Stefano contro suo cugino. L'autore intenzionalmente identifica Ladislao il Cieco come padre di Andrea, Bela e Levente, consultando tra le fonti primarie l'Exordia Scythica del VII secolo e il Chronicon di Regino di Prüm della fine del IX secolo.

#### Ladislao I (r. 1077-1095)
Modificando il suo precedente punto di vista (di cui sopra si è discusso), Gyula Pauler (1899) ha finito per credere che le antiche gesta fossero state compilate durante il regno di Ladislao I. Secondo lo storico, esse narravano la storia del ramo di Béla fino al 1091, inclusa la rivalità tra Andrea e Béla, la storia della famiglia Ják e gli atti eroici di Opos il Coraggioso. Lo storico Ubul Kállay (1915) ha affermato che l'autore delle Urgesta era il cappellano di corte Koppány (Cupan), discendente di Vecelino e membro della stirpe Jak. Kállay ha ritenuto che Koppány avesse scritto le gesta intorno al 1090, in occasione della canonizzazione di Santo Stefano.

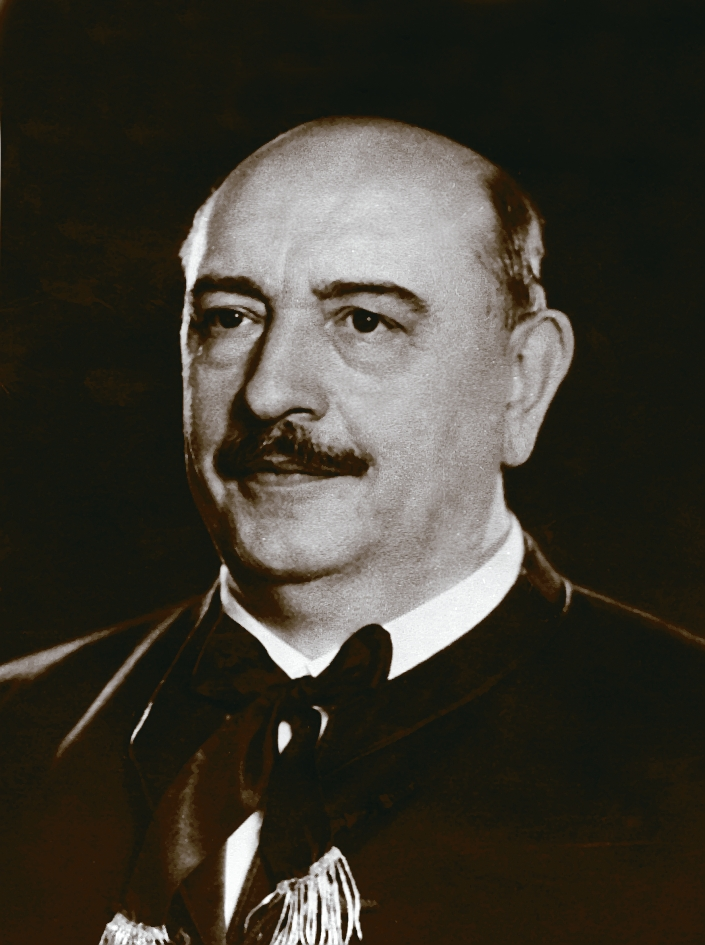
Bálint Hóman, autore della prima monografia accademica sulle Gesta Hungarorum vetera (1925)

Lo storico più illustre ad aver creduto che la cronaca risalisse all'epoca di Ladislao è stato il politico e studioso del periodo interbellico Bálint Hóman (1925), a cui si deve la designazione di Gesta Ungarorum o Gesta Ladislai regis. Dovendole descrivere, nei suoi scritti si legge che «chiunque si voglia dilettare nel conoscere quante e quanto grandi furono le buone opere compiute per il suo popolo dal beato Ladislao, [qui] troverà un resoconto completo delle sue gesta». Considerandola una prosecuzione ininterrotta della prima cronaca ungherese, Hóman ha sostenuto che il testo originale iniziale (andato perduto) può essere ricavato dalla cronaca del XIII secolo di Alberico delle Tre Fontane. Ulteriori estratti andrebbero rintracciati in tre cronache compilate a Zagabria, Várad (oggi Oradea, in Romania) e Somogyvár, tutte chiese fondate da Ladislao I. Dimostrando l'esistenza di un sistema di monetazione ben congegnato sotto Béla I (accennato dal testo del XIV secolo), Hóman ha sottolineato inoltre che Ladislao si autoproclamò «re degli Ungheresi e del Messia», una formula presente anche nella cronaca (capitolo 32). Accettando la teoria di Kállay, Hóman ha sostenuto che l'autore delle Gesta Ungarorum fosse il cappellano di corte Koppány Ják. Il cronista narra le vicende dell'Ungheria fino alla campagna di Ladislao contro la Croazia del 1091, ricorrendo al testo degli Annales Altahenses per descrivere gli eventi antecedenti al 1064. Hóman ha rimarcato poi il tentativo dell'opera di ricostruire l'albero genealogico di Béla e della sua dinastia. Hóman ha considerato le Gesta Ungarorum fu un gesto cavalleresco che adottava il modello francese e che il suo stile è distinto dalle parti successive del testo della cronaca.
Jozsef Deer (1937) e Peter Vaczy (1938) hanno accettato la teoria avanzata da Homan. Lo storico polacco Marian Plezia (1947) ha analizzato i parallelismi tra la cronaca di Gallo Anonimo e il più antico testo cronachistico ungherese. Pur avendo riscontrato delle analogie tra il racconto della morte di Boleslao I il Coraggioso e quello di Stefano I d'Ungheria e pur avendo in passato giudicato valida la teoria di Hóman sulla datazione e la paternità delle antiche gesta, in seguito, come si dirà, ha mutato il suo punto di vista. L'accademico britannico Carlile Aylmer Macartney (1953) ha sostenuto che le antiche gesta, scritte alla corte di Ladislao I tra il 1080 e il 1090, sono state utilizzate come fonte primaria per la più lunga legenda Gerardo di Csanád e da cronisti Simone di Kéza, Tommaso Ebendorfer e Jan Długosz per ricostruire l'XI secolo. Macartney ha creduto che l'autore ecclesiastico fosse di etnia ungherese, oltre che assai attento alle tradizioni orali e ai racconti popolari. Egli mirava a presentare Ladislao come il legittimo monarca d'Ungheria. Macartney ha attribuito infine al cronista scarsa neutralità per via del suo lampante pregiudizio anti-tedesco. Il linguista János Bollók (1986) si è assecondato ai pareri di Hóman quando ha analizzato le virtù di Sant'Emerico d'Ungheria nel testo della cronaca.

#### Colomanno (r. 1095-1116)

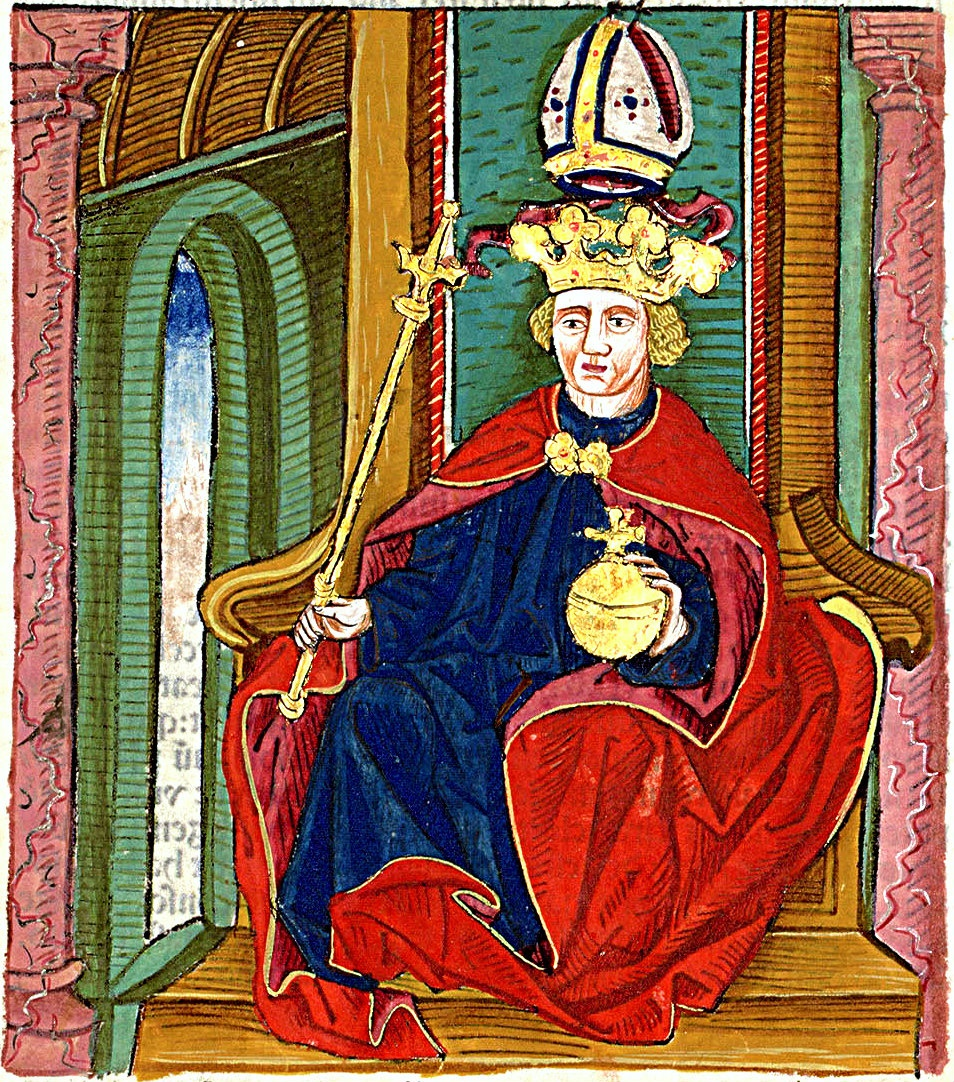
Colomanno come raffigurato nella Chronica Hungarorum di Giovanni di Thurocz

Secondo lo studioso austriaco Raimund Friedrich Kaindl (1893), alla fine dell'XI secolo furono compilate due gesta. La prima, chiamata Gesta Vetera Hungarorum da Kaindl, narrava la storia dell'Ungheria in brevi documenti fino alla morte di Ladislao I nel 1095, mentre la seconda fu creata intorno al 1100 e conteneva una narrazione dettagliata dal regno di Andrea I a Ladislao I. Lo storico letterario László Geréb (1950) ha insistito sulla considerazione secondo cui lo sviluppo di una fiorente attività letteraria in Ungheria fosse iniziato alla corte di Colomanno. In quel periodo, il re si propose come patrocinatore di una serie di agiografie, raccolte di leggi e di testi liturgici realizzati in quel frangente. Marian Plezia (1959), contravvenendo alle sue convinzioni passate, ha ipotizzato che anche la prima cronaca fosse stata scritta a cavallo tra l'XI e il XII secolo.

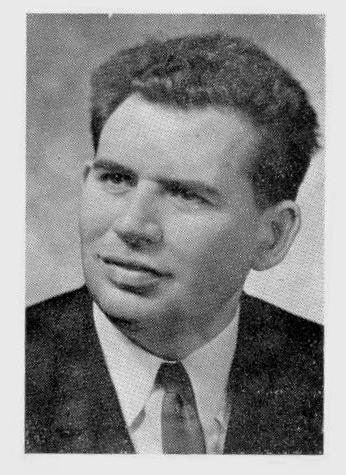
Lo storico Gyula Kristó

Un altro accademico ad aver mutato la propria opinione è stato György Györffy alla fine degli anni Sessanta. Citando dei documenti regi coevi e collocando il limite della memoria storica a un settantennio, ha fatto pertanto risalire la prima cronaca all'epoca di Colomanno. Györffy ha sottolineato che le Urgesta iniziano a fornire una sequenza dettagliata di eventi a partire dagli anni successivi al 1030, ragion per cui se ne dovrebbe dedurre che la cronaca fu scritta intorno al 1100. Lo storico ha affermato di aver individuato un limite di memoria simile anche nel caso delle cronache polacche e boeme (rispettivamente Gallo Anonimo e Cosma Praghese). Nel tentativo di ricostruire il contenuto della prima cronaca magiara, Gyula Kristó (1994) ha pensato le Urgesta riguardassero la cristianizzazione dell'Ungheria e gli aspetti teologici della fede cristiana, fornendo dunque una sorta di resoconto sull'avvicinamento degli ungheresi al cristianesimo a partire dal tempo di Santo Stefano. Kristó ha scoperto delle somiglianze filologiche tra lo stile delle Urgesta e il preludio del primo codice di Colomanno. Kristó ha anch'egli ricordato la proliferazione della letteratura durante il regno di Colomanno e ha sottolineato che le prime cronache furono compilate in Boemia, Polonia e Rus' di Kiev nello stesso periodo (principio del XII secolo). Kristó ha immaginato che l'autore delle prime gesta fosse indifferente all'epoca dell'Ungheria pagana, analogamente alle agiografie contemporanee (ad esempio, la leggenda di Santo Stefano di Hartvik) e agli Annales Posonienses. È possibile che il cronista avesse cominciato la propria opera in concomitanza con la ribellione di Koppány e avesse attestato gli eventi fino a Colomanno focalizzandosi perlopiù sui monarchi, inserendo delle brevi note cronologiche. Kristó ha ritenuto che l'autore fosse un ecclesiastico secolare di origine ungherese non istruitosi all'estero, concentrato sulla necessità di mettere per iscritto delle tradizioni orali consultando talvolta una prima versione degli Annales Posonienses. Kristó ha accettato la teoria di Györffy sulla memoria storica di settant'anni, citando la lacunosa descrizione del regno di Stefano nella cronaca.
László Veszprémy (2004) ha ipotizzato l'esistenza di documenti storici sporadici antecedenti alla compilazione della prima cronaca durante il regno di Colomanno. Il testo attinge ampiamente agli Annales Altahenses fino al 1046, poiché dopo non si rintraccia più uno stretto collegamento filologico tra i due testi. Veszprémy ha citato l'osservazione dello studioso tedesco Norbert Kersken, il quale ha detto che l'inizio del XII secolo coincise con il principio della letteratura cronachistica. Oltre alle opere centro-europee summenzionate, Veszprémy ha citato come esempio la Cronaca di Roskilde danese. Veszprémy (come prima di lui Gerics e Csóka) ha affermato che le Urgesta fossero semplicemente una raccolta di documenti storici o una cronaca simile agli annali, prima dell'ampia riedizione ultimata all'inizio del XIII secolo. Essa funse inoltre da fonte comune per lavori di epoca successiva, come gli Annales Posonienses e i tre annali del formulario di Somogyvár. Lo storico Dániel Bagi (2005) ha sostenuto che le Urgesta fossero un'opera talmente innovativa, malgrado esistessero già dei documenti storici, da manipolare la storia ungherese di epoca precedente rispetto a quando visse l'autore ai gusti e alle esigenze di Colomanno. Dal canto suo, Gábor Thoroczkay (2010) ha supportato l'argomentazione di Veszprémy sulla presenza di scritti utilizzati dalle Urgesta in una cronaca più complessa che vide la luce durante il regno di Colomanno. Consolidando la definizione già coniata da altri, anche Péter B. Kovács (2020) e la filologa classica Bernadett Benei (2022) hanno adoperato l'espressione «documenti storici». Benei, in particolare, ha sottolineato come la rivolta pagana di Vata del 1046 e gli eventi successivi occupassero una posizione preminente nel testo della cronaca, informazioni queste forse estrapolate da un breve testo storico (liber) scritto al più tardi negli anni Sessanta del X secolo da un testimone diretto degli avvenimenti. Questo testo, forse alla fine dell'XI secolo, fu successivamente ampliato durante il regno di Stefano I circoscrivendolo a un lasso temporale più breve. Sotto Colomanno, queste brevi narrazioni storiche confluirono e generarono le Urgesta, la prima cronaca ungherese.

#### Ulteriori teorie
Al variegato numero di teorie sopra esposte si affiancano altre posizioni minoritarie non accettate dalla maggioranza degli esperti storiografici. Tra i vari, Henrik Marczali (1880) aveva evidenziato l'avversione che traspare dal testo per Colomanno e il contemporaneo elogio di Béla II e di suo figlio Géza II, i quali dimostrerebbero che sotto il regno di quest'ultimo fu scritta la prima cronaca ungherese, tra il 1150 e il 1160, consultando documenti storici preesistenti. Imre Madzsar (1926) si è concentrato sulla forma dell'elaborato, ravvisando uno stile uniforme – ripreso dal cosiddetto Codice Acefalo del XIV secolo – dalla rivolta di Koppány fino alla campagna di Géza II contro il principato di Galizia, deducendone quindi che le Urgesta videro la luce tra il 1156 e il 1162. Madzsar ha ritenuto che l'autore fosse un ecclesiastico della corte reale e appartenesse alla stirpe degli Ják, conferma desunta dalle frequenti espressioni bibliche adoperate nelle sue opere. Diversi storici, tra cui Bálint Hóman, Sándor Domanovszky e János Horváth Jr., hanno contestato la tesi di Madzsar asserendo che gli autori delle future continuazioni ricalcarono lo stile narrativo delle Urgesta dell'XI secolo; un'altra critica verso Madzsar ha riguardato la sua superficialità nel non tenere distinte le interpolazioni successive nel suo studio.
Lo storico benedettino László Erdélyi (1933) ha affermato che il primo cronista d'Ungheria fu Simone di Kéza e che la sua opera, intitolata Gesta Hunnorum et Hungarorum, fu la fonte più antica per la composizione della cronaca del XIV secolo. Erdélyi ha sottolineato che Simone scrive nel suo prologo di essere costretto a consultare i lavori autori stranieri perché non aveva a disposizione del materiale elaborato dai suoi conterranei. Erdélyi ha sostenuto che il testo contenesse diversi elementi anacronistici nella descrizione di eventi dell'XI-XII secolo (ad esempio i termini castrum, serviens regis o delle varianti di nomi di personaggi storici dell'XI secolo). József Gerics ha respinto la teoria di Erdélyi, sostenendo Simone di Kéza si muovesse senza consultare alcuna fonte soltanto nella ricostruzione della storia degli Unni. Gerics ha confutato anche i presunti anacronistici citati da Erdélyi, fornendo esempi tratti da testi contemporanei dell'XI-XII secolo.
Péter Rokay (1999) ha rigettato l'ipotetica esistenza di Urgesta ultimate nell'XI secolo, affermando che la Chronica Picta e le sue varianti contenessero testi autentici del XIV secolo, privi di interpolazioni, redazioni e continuazioni. A causa delle loro revisioni su larga scala, Rokay ha messo poi in dubbio l'autenticità di quei documenti regi dell'XI secolo (ad esempio, gli statuti costitutivi di Tihany, Zselicszentjakab, Százd, Garamszentbenedek), i cui elementi (nomi, date, ecc.) confermano la contemporaneità del testo della cronaca dell'XI secolo. Al contrario, Tibor Szőcs ha sottolineato che le interpolazioni e i falsi 
in genere non intaccano le formule solenni presenti nei diplomi (inclusi gli elenchi dei dignitari citati, ad esempio), in quanto proprio la presenza stessa di questi elementi persegue lo scopo di avvalorare la credibilità di un documento in realtà soggetto a storture.

### Continuazioni del XII secolo
Ogni volta che le Urgesta venivano compilate, gli autori e i glossatori successivi ne inserivano nuove informazioni o le rimuovevano, le sviluppavano, le ampliavano o le riscrivevano costantemente, oppure ancora plasmavano e modernizzavano il materiale a tal punto da renderlo completamente indistinguibile rispetto ai testi originali delle antiche gesta. La maggioranza degli storici ha concordato su questo punto, sebbene la pressoché totalità degli esperti si sia affastellata nella speranza di separare le varie sezioni e catalogare quando vennero scritte. Lo storico letterario Tibor Klaniczay, presentando un'opinione alternativa, ha ritenuto che le gesta dell'XI-XII secolo fossero opere distinte riferite a periodi diversi della storia magiara e persino evocatrici di punti di vista diversi sul medesimo argomento. Pertanto, non esisteva un'unica cronaca di corte (appunto le Urgesta), poiché i cronisti attivi sotto monarchi di epoche differenti rimodellavano le vicende storiche con ampliamenti o rielaborazioni frutto dei gusti personali e degli obiettivi politici. Il grosso degli storici non ha condiviso tale parere, affermando che la cronaca scritta in Ungheria fosse stata concepita in sede alla corte reale sin dagli albori.

#### Colomanno (r. 1095-1116)

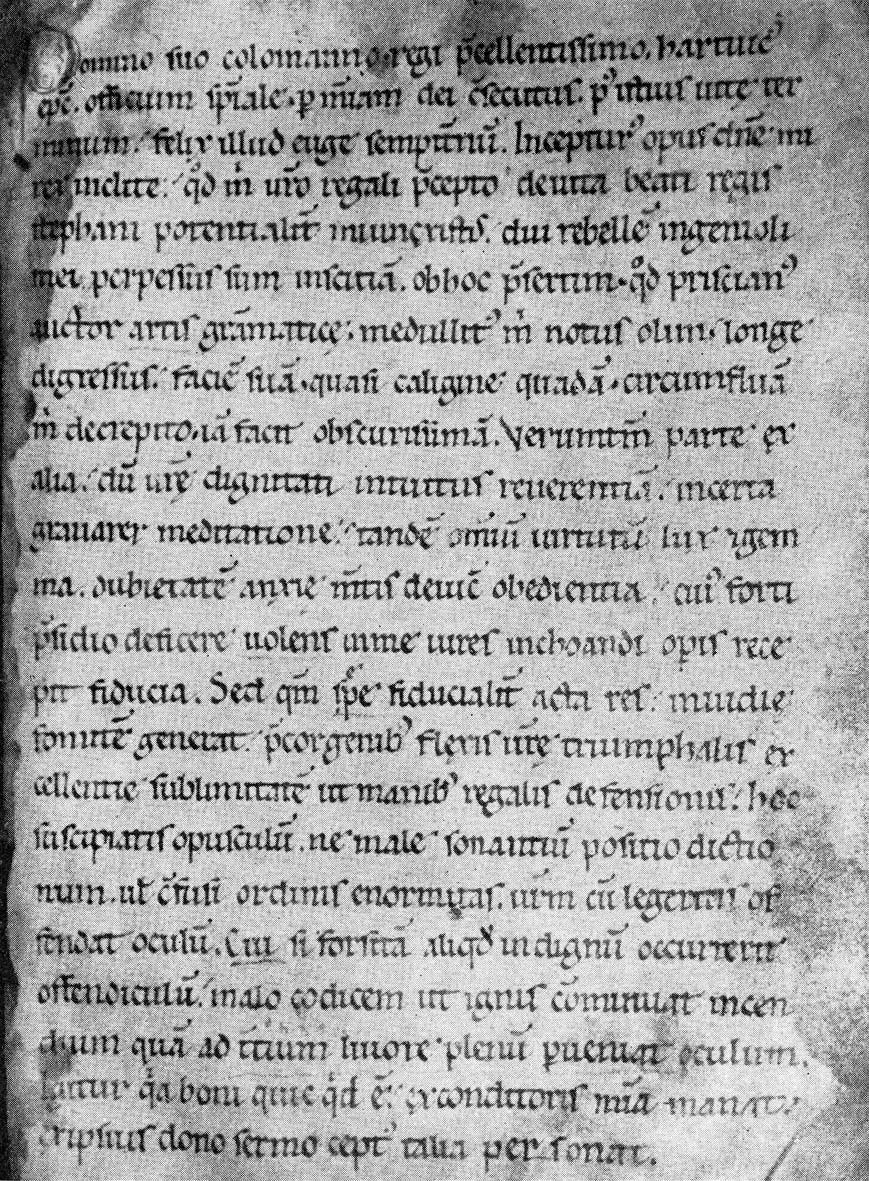
Il frontespizio della versione più antica della Legenda Hartviciana conservata in un codice del XII secolo

Chi ha ipotizzato la creazione delle antiche gesta fosse avvenuta nell'XI secolo, ha creduto probabile il prosieguo fosse stato completato durante il regno di Colomanno. Ferenc Toldy si è riferito a questo cronista come all'«anonimo di Colomanno», che ne scrisse la continuazione all'inizio del XII secolo. Bálint Hóman e Péter Váczy hanno ritenuto che la Chronica Picta del XIV secolo utilizzasse la continuazione dell'inizio del XII secolo come fonte primaria. János Győry ha rintracciato «un'influenza francese» (si pensi alla leggenda di Alessio di Roma riguardo all'origine degli ungheresi e lo stile della Canzone di Rolando riguardo alla raffigurazione di San Ladislao) in quanto scritto intorno al 1100, circostanza che rende quelle sezioni distinguibili dal corpus originale. János Horváth, Jr., abbracciando la tesi dello storico letterario László Négyesy, ha ravvisato una notevole unità stilistica nei capitoli dedicati agli eventi compresi tra l'incoronazione del piccolo Salomone e la morte di Ladislao I. Horváth ha sottolineato l'esistenza di dettagli poeticamente raffinati e di canti epici storici in questa sezione (essi erano già stati notati dal poeta János Arany a metà del XIX secolo). Horváth ha sostenuto che questi poemi epici, preservando la tradizione orale, celebrano delle vittoriose campagne militari al fine di glorificare la dinastia degli Arpadi e Colomanno; il testo ricorre poi allo stereotipo delle imprese e delle svolte epiche legate agli eroi. Horváth ha scorto anche un leggero tono filo-tedesco, dovuto a una possibile origine etnica del cronista.
József Gerics, che ha analizzato il corpus di eventi dell'XI secolo descritti, ha scoperto dei passaggi inseriti in un secondo momento in diversi punti. Ad esempio, mentre si parla della nascita di Santo Stefano, il testo cita delle agiografie realizzate tempo dopo la morte del monarca e di suo figlio Sant'Emerico. Si è poi soffermato sulla genealogia della famiglia Ják e sull'indicazione di una tassa anacronistica giudicandole alla stregua di inserimenti successivi, oltre a ravvisare la contraddittorietà dei dati genealogici riguardanti il padre di Andrea, Béla e Levente. Secondo Gerics, le Urgesta inerenti agli eventi fino al 1067 furono continuate e ampliate sotto Colomanno tramandando la faida tra Salomone e i suoi cugini, Géza I e Ladislao I. Gerics fu il primo studioso a scoprire giudizi diversi e contraddittori in relazione ai tre monarchi all'interno del testo della composizione del XIV secolo. Mentre i capitoli 130 e 133 dichiarano Salomone il sovrano legittimo, il capitolo 120 (e il suo derivato, il Chronicon Zagrabiense) sottolinea la maggiore idoneità di Géza e Ladislao. Gerics ha sostenuto che queste sezioni fossero inizialmente figlie di due opere distinte, rispettivamente una cronaca più attenta alla questione della legittimità al comando e una maggiormente sensibile a rintracciare un candidato idoneo (una contrapposizione quindi tra "legittimazione" e "meritocrazia"). Il secondo filone comprende tutti quei passaggi in cui si esalta la capacità di governo del «celeste» Ladislao, riflettendo l'ideologia della corte reale di Colomanno. Questo fenomeno è osservabile anche nell'agiografia di Santo Stefano scritta da Hartvik, un ecclesiastico di corte di Colomanno. Lo storico Elemér Mályusz ha accettato l'argomentazione di Gerics e ha pensato le Urgesta fossero state proseguite all'inizio del XII secolo, sotto la guida di Colomanno; fulcro di tale continuazione sarebbe stato San Ladislao (di conseguenza, Mályusz ha definito quest'ampliamento «Gesta Ladislai regis»), con toni riservati a Salomone nettamente ostili. Mályusz ha affermato che il testo utilizzava canti della tradizione popolare ungherese e orale. Il cronista inserì anche il testo delle Urgesta per mitigarne la preconcetta percezione anti-tedesca.

#### Stefano II (r. 1116-1131)

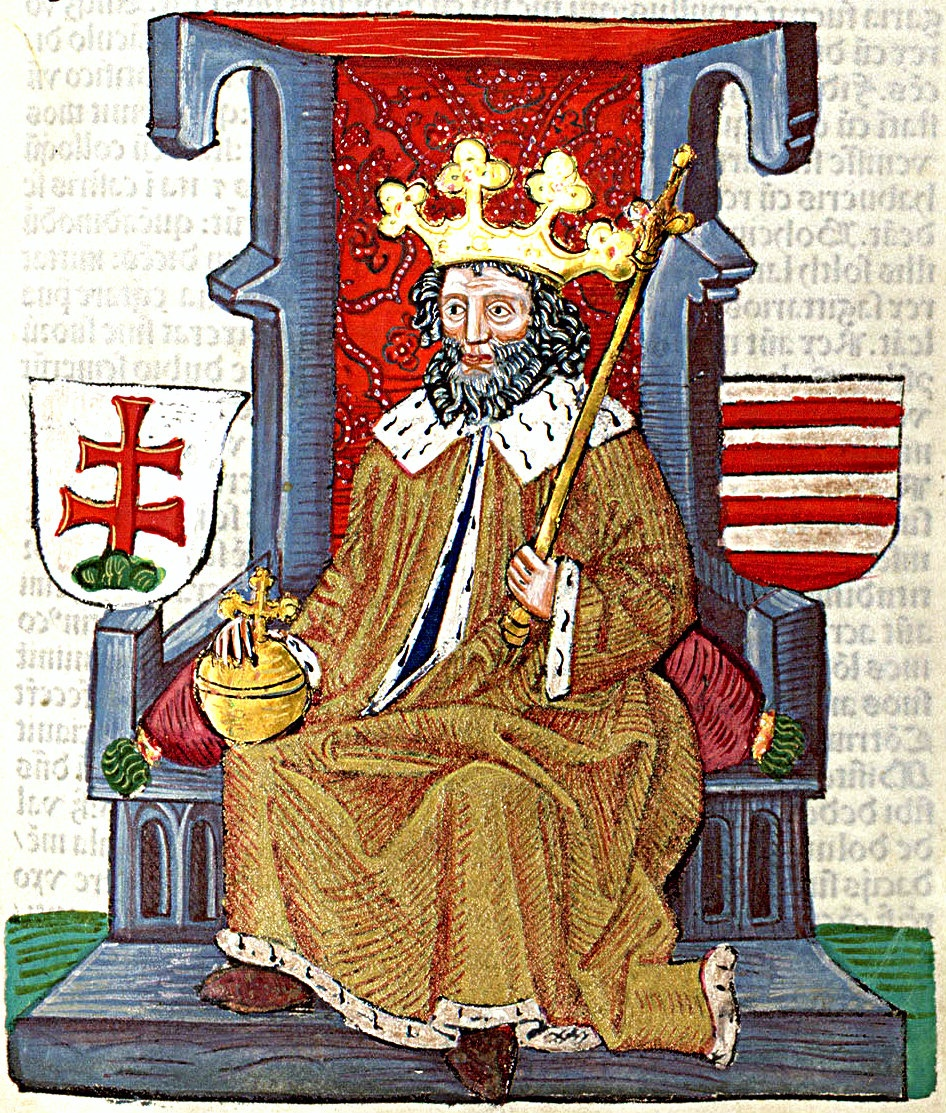
Stefano II come raffigurato nella Chronica Hungarorum di Giovanni di Thurocz

La cronaca del XIV secolo conservava un'immagine sfavorevole di Colomanno, di suo figlio Stefano II e del loro regno (di cui si dirà più avanti a proposito delle cause), ma un passaggio di un testo precedente si può trovare in alcuni punti in cui i due monarchi appaiono in una luce positiva. Di conseguenza, Sándor Domanovszky ha ipotizzato una continuazione scritta anche sotto il regno di Stefano II. In particolare, si è poi notato che il testo del Codice Acefalo relativo alla guerra bizantino-ungherese del 1127-1129 condotta da Stefano II conserva dei passaggi ulteriori rispetto alle altre varianti cronachistiche del XIV secolo. Questo codice non menziona le parti in cui Stefano II appare in chiave sfavorevole. Anche altri studiosi – Bálint Hóman, Péter Váczy e József Deér – hanno accettato la visione di Domanovszky. Secondo Deér, le Urgesta furono proseguite per la prima volta da un cronista sconosciuto sotto il regno di Stefano II narrando la storia dell'Ungheria fino all'anno 1127. József Gerics ha sottolineato che soltanto il Codice Acefalo fornisce la data esatta dell'ascesa di Stefano al trono ungherese, circostanza la quale rafforza l'esistenza di una continuazione quando Stefano II era ancora in vita.
Gyula Kristó ha sostenuto che esclusivamente il Codice Acefalo avesse preservato il testo originale della "continuazione di Stefano II" senza interpolazioni. Quest'opera comincia dall'incoronazione di Stefano (1116) e prosegue fino al 1127, quindi può essere considerata una testimonianza contemporanea. Secondo il re, il suo tono era fondamentalmente oggettivo, con fugaci eccezioni, il che esclude che il testo sia stato creato più tardi. Il testo omette le sconfitte militari di Stefano contro il ducato di Boemia e la Repubblica di Venezia. Kristó, il quale ha ascritto anche il capitolo 152 a questa continuazione, ha sostenuto che le circostanze della morte di Béla I fossero state testimoniate perché legate al filone della "legittimazione".

#### Ramo di Álmos (r. 1131-1172)
A seguito della dipartita di Stefano II, nel 1131 salì al trono suo cugino Béla II. All'età di cinque anni, assieme al padre Álmos, reo di aver fomentato più volte delle insurrezioni atte ad assumere per sé la corona, Béla era stato per ordine di Colomanno accecato. Pertanto, gli ampliamenti e le interpolazioni del testo della cronaca sotto di lui e i suoi discendenti preservano un'immagine sfavorevole di Colomanno e Stefano II. Questa visione negativa rappresentava una forma di "vendetta" del ramo di Álmos, che persuase i propri cronisti a enfatizzare i fallimenti di Colomanno e a eclissarne i meriti.
Ferenc Toldy ha creduto che la cronaca scritta sotto Colomanno fosse stata continuata sotto il regno di Géza II (figlio di Béla) e si fosse fermata al 1148, anno in cui ebbe luogo la guerra di Géza contro la Galizia. Il testo, in particolare, non menziona la guerra bizantino-ungherese del 1149-1155, né la ribellione dei fratelli di Géza. Toldy ha ricordato che il testo si riferisce a Stefano II definendolo "Stefano il Minore" (da Santo Stefano I), pertanto si può escludere che il testo sia stato creato durante il regno di Stefano III. Gyula Pauler, tuttavia, ha collocato la data di questa cronaca agli ultimi anni di regno di Béla II. Le analisi di Gyula Sebestyén lo hanno spinto alla conclusione secondo cui le Urgesta (scritte, secondo lui, sotto Salomone) fossero state continuate intorno al 1132, poco dopo l'incoronazione di Béla e in occasione delle nozze di Edvige (sorella di Béla) con il duca Adalberto d'Austria, atte a rafforzare le relazioni austro-ungariche. L'obiettivo dell'autore era quello di giustificare le rivendicazioni al trono del ramo di Álmos. Sebestyén ha sostenuto che diverse sezioni degli eventi dell'XI secolo, dove a Géza I e Ladislao I si riservano toni positivi (ad esempio, la fondazione della cattedrale di Vác, la battaglia di Kemej o gli intrighi di Vid Gutkeled), fossero state attestate dal cronista di Béla II utilizzando gli espedienti poetici in voga nell'epica eroica. Secondo Sebestyén, un altro cronista continuò questa cronaca sotto Géza II, sia pur con una qualità di scrittura più scadente. Basato sull'Ungarnchronik di Enrico di Mügeln, che testimonia notizie uniche sulla storia dell'Ungheria della metà del XII secolo, questo testo è sopravvissuto fino alla morte di Stefano III (1172). Géza Nagy ha supportato l'opinione di Sebestyén dichiarando che il cronista compilò la sua cronaca (la prima continuazione delle antiche gesta di Salomone) nel 1132, in quanto di Béla II si intuisce fosse ancora in vita in quel momento. Questa "seconda cronaca" parte dall'incursione cumana del 1091 e sviscera con minuzia i regni di Colomanno e Stefano II. Successivamente, questa cronaca fu ampliata con brevi resoconti durante i regni di Géza II e Stefano III. János Karácsonyi ha identificato il cronista di Béla con Giovanni, figlio di Both, il quale ricoprì la carica di notaio reale e prevosto di Dömös. In qualità di confidente di Álmos, Giovanni narra con dovizia di particolari la vicenda dell'accecamento del principe e del suo figlio di cinque anni.

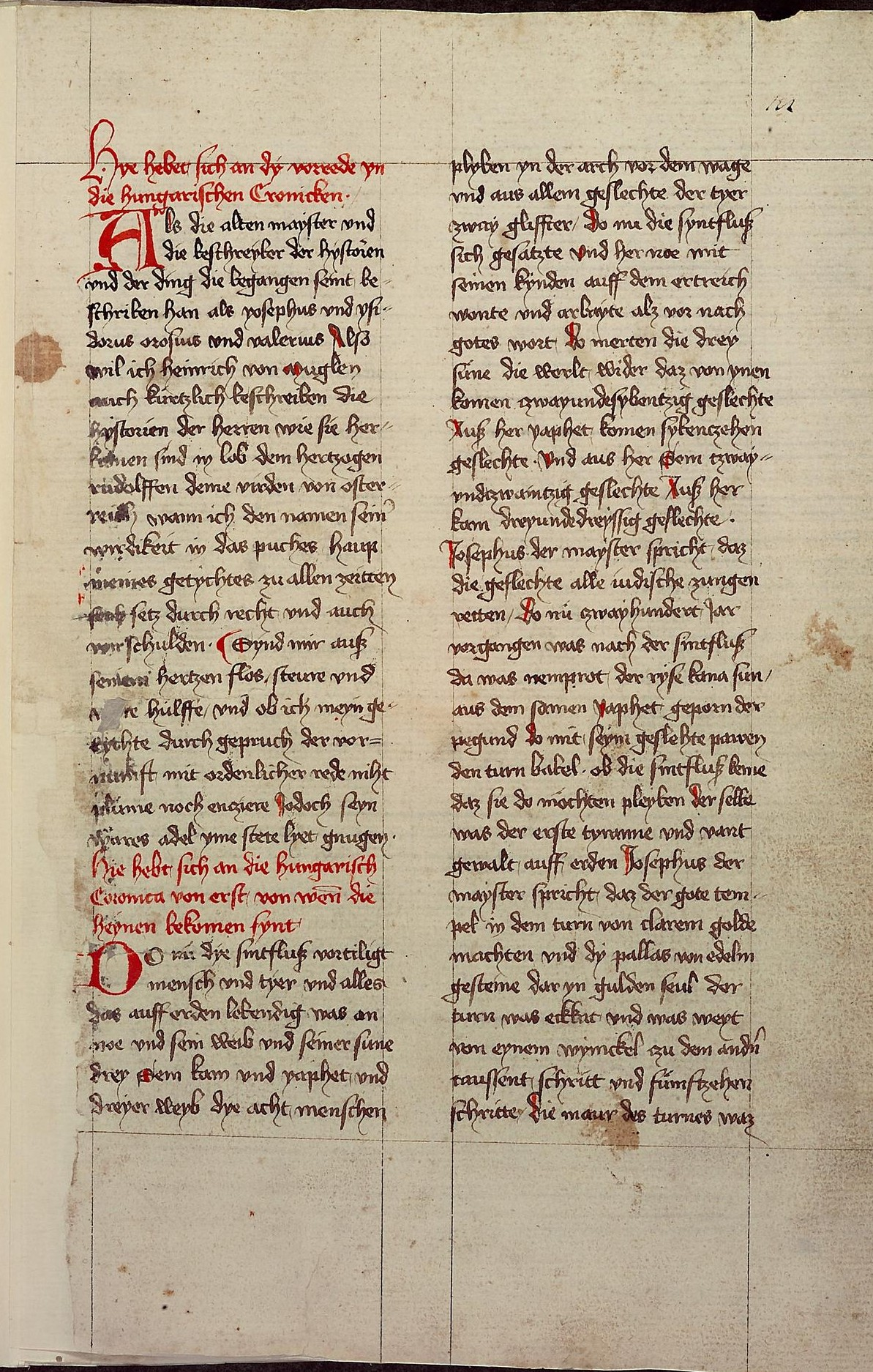
Pagina (18r) della Ungarnchronik di Enrico di Mügeln

Bálint Hóman ha sostenuto che le Urgesta (già ampliate sotto Stefano II) fossero state accresciute e riviste da un cronista sotto Béla II o Géza II, in particolare tra il 1131 e il 1152, allo scopo di denigrare Colomanno. Tuttavia, questo cronista svolse un lavoro superficiale, quindi i passaggi antitetici alle sue convinzioni (soprattutto riguardo a Stefano II) non subirono delle ripercussioni. L'opera si estese sotto Stefano III approfondendo gli eventi fino al 1167 e consacrando una versione poi utilizzata da Enrico di Mügeln. Questo cronista, come sottolineato da Hóman, appare tutt'altro che neutrale a proposito di Colomanno e Stefano II. Le considerazioni di Pauler e Hóman hanno convinto Sándor Domanovszky, mentre József Deér e Péter Váczy hanno ipotizzato che un continuatore avesse revisionato il testo originale della cronaca per screditare Colomanno e suo figlio, descrivendo le vicende avvenute fino al 1152. Un altro autore avrebbe continuato il testo arrivando al 1167, sotto Stefano III. János Győry ha ritenuto che il mito della Sicambria (la leggendaria capitale di Attila) sia apparso per la prima volta nella continuazione di Géza. Anche C. A. Macartney ha ipotizzato «almeno uno scrittore» della metà del XII secolo che seguì la tradizione diretta delle Urgesta e la cui espansione si occupò di questioni dinastiche. Ha poi argomentato dicendo che questo cronista avesse sicuramente proferito spesso giudizi negativi su Colomanno e Stefano II, ma senza tacere completamente dei meriti (ciò dimostrerebbe per Macartney che un'ipotetica attività di censura sarebbe stata svolta dai sovrani sopraccitati in misura approssimativa).
In contrasto con gli storici prebellici, János Horváth, Jr. ha sostenuto che un singolo cronista avesse ampliato il testo delle cronache (prima continuato sotto Colomanno) durante il regno di Stefano III (capitoli 141-167), al fine di diffamare Colomanno e Stefano II. Il tono della cronaca precedente, obiettivo e misurato anche verso i personaggi più invisi, lascia il posto a commenti faziosi e offensivi. Profondo conoscitore della Bibbia e del diritto canonico, l'autore probabilmente aveva studiato in Francia. Il suo stile si contraddistingue per «un umorismo rozzo e crudo», oltre che per la tendenza a inserire dei colpi di scena a effetto nel racconto delle vicende. Spesso egli ricorre a dialoghi (in prosa ritmata) nel testo, arrivando persino a interrompere l'unità narrativa. Horváth ha ritenuto questo cronista avesse completamente revisionato il contenuto dedicato degli ultimi anni di regno di Ladislao I. Elemér Mályusz ha accettato la teoria di Horváth, aggiungendo che la sezione in cui si sottolinea la legittimità di Salomone contro Géza e Ladislao fosse stata scritta sotto Stefano III, il quale dovette combattere contro i suoi zii ribelli, Ladislao II e Stefano IV; a un parere simile è giunto József Gerics. Lo scopo principale di quest'opera era quello di sottolineare la legittimità e il diritto alla corona, pertanto il compilatore inserisce dei passaggi in cui afferma che Géza I confessò di aver peccato per assicurarsi il potere, mentre Ladislao I esitava a succedere al fratello Géza e progettava di «restituire il regno» a Salomone. Una simile narrazione, volta a legittimare la figura di Stefano III, traspare anche dall'opera di Enrico di Mügeln e dalle cronache di Knauz. Lajos J. Csóka ha ritenuto che un autore benedettino dell'abbazia di Pannonhalma avesse continuato la cronaca di Salomone sotto il regno di Stefano III. Csóka ha scoperto delle connessioni filologiche tra i testi della Chronica Picta e la leggenda minore di Stefano I, ragion per cui si può presupporre che ampliò la cronaca fino alla sua epoca e unificò stilisticamente i vari passaggi. Csóka ha affermato che questo frate benedettino colloca la data di incoronazione del primo re ungherese all'anno 1000 per rafforzare i privilegi dell'abbazia di Pannonhalma. Ha poi affermato che a questa cronaca si ascrivono delle caratterizzazioni di Stefano e Gisella che sarebbero poi state riprese in futuro, le controverse relazioni tra Salomone e i suoi cugini e la storia dell'accecamento di Vazul.
Gyula Kristó ha concordato sul fatto che la cronaca sia stata ampliata sotto un monarca del ramo di Álmos, ma solo con brevi resoconti in stile annalistico. Per accreditarsi ulteriormente al comando, l'autore plasma a suo piacimento la descrizione di Salomone e dei suoi cugini, definendo Béla II un sovrano legittimo, ma privo di competenze a causa della sua cecità. Il diritto a comandare di Géza II e Stefano III viene inoltre ribadito denigrando le infondate pretese accampate da Boris, e Ladislao II e Stefano IV, rispettivamente.

#### Béla III (r. 1172-1196)

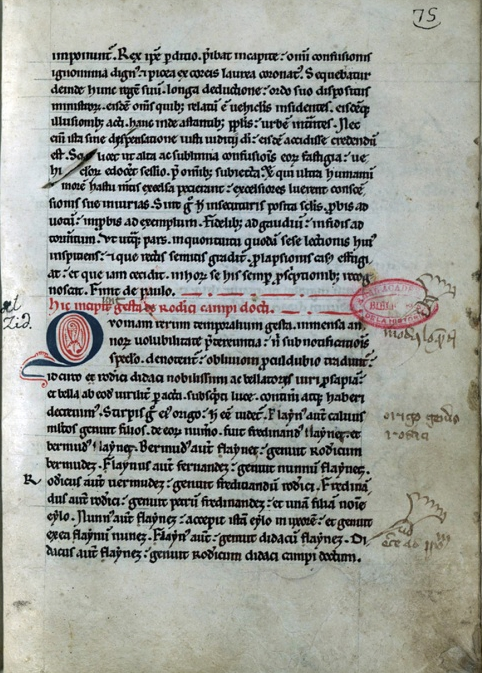
Historia Roderici, ms. 9/4922, Real Academia de la Historia, f. 75r.º

Gyula Pauler ha sostenuto che un autore vissuto all'epoca di Béla III modificò e fuse le cronache preesistenti in una sola. Pauler ha ravvisato la presenza di termini e passaggi identici per dimostrare la sua teoria. Ad esempio, il testo della cronaca impiega la medesima frase quando spiega l'effetto del fuoco greco prima dell'assedio di Belgrado durante la guerra bizantino-ungherese del 1071-1072, e poi durante la battaglia di Haram nel corso della campagna bizantina di Stefano II. Per via della presenza dei termini «baro» e «genera», è impossibile questo cronista sia nato prima della fine del XII secolo, come ha ritenuto Pauler. Ladislao I fu canonizzato nel 1192 e la cronaca si riferisce a lui come a un re santo, ha aggiunto lo storico. Al contrario, Jenő Vértesy ha invitato ad analizzare le virtù cavalleresche del sovrano messe in risalto dalla cronaca, da ciò desumendo che il testo sia stato scritto prima della canonizzazione. Altri studiosi – ad esempio Gyula Sebestyén e László Geréb hanno teorizzato che non vi fu alcuna attività storiografica sotto Béla. C. A. Macartney ha sottolineato che le testimonianze storiche, finalizzate a raccontare gli avvenimenti in essere o già conclusisi, si interrompono bruscamente negli ultimi decenni del XII secolo. Non vi è infatti traccia di alcun tentativo di attestare la storia contemporanea, con il risultato che gli eventi i quali interessarono il tempo di Béla III e dei suoi successori fino all'estinzione della dinastia degli Arpadi (tranne in parte Ladislao IV) possono essere ricostruiti tramite fonti straniere o documenti ufficiali della corona.
Gyula Kristó ha sostenuto che alcune informazioni riferite da Enrico di Mügeln derivano da una continuazione realizzata durante il regno di Béla III. Ad esempio, i capitoli 54-55 menzionano che diversi nobili cambiarono schieramento abbandonando Stefano III e avvicinandosi a Stefano IV, perché gli ungheresi «non riuscivano a decidere chi tra di loro fosse il legittimo re». Una simile formulazione sarebbe stata impensabile durante il regno di Stefano III. Anche l'accenno alla competenza di Béla lo conferma (la legittimità di Béla fu minata dal rifiuto dell'arcivescovo Luca di Strigonio di incoronarlo). László Veszprémy ha scoperto delle somiglianze tra la Historia Roderici e il testo della cronaca magiara riguardante l'epoca di Ladislao I (idealizzato nel re cavaliere), che fu alterato e ultimato sotto Béla III, in occasione della canonizzazione di Ladislao. Inoltre, nelle parole di Veszprémy, la rappresentazione ecclesiastica di Ladislao cita in modo esplicito la raccolta di fonti nota come Decretum Gratiani, completata intorno al 1140. Sia la Historia Roderici sia il Decretum Gratiani funsero da fonti comuni per la cronaca ungherese e per il notaio anonimo che scrisse le Gesta Hungarorum intorno al 1200, circostanza la quale rafforza una vicinanza cronologica tra le due opere. Stando a Gábor Thoroczkay, la leggenda di San Ladislao ricorre a questa cronaca dell'epoca di Béla come caposaldo.

### Redazione su larga scala all'inizio del XIII secolo

#### Cronaca di Andrea II (r. 1205-1235)

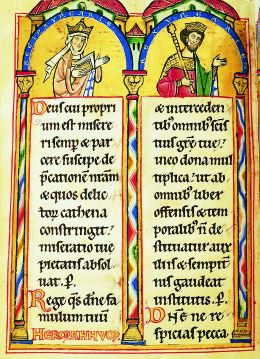
Gertrude e Andrea II in una raffigurazione contemporanea

Dalla fine del XIX secolo, nella storiografia ungherese si è ampiamente discussa la teoria secondo cui all'inizio del XIII secolo, durante il regno di Andrea II (r. 1205-1235), la cronaca ungherese avesse subito un'ampia opera di redazione e revisione. Henrik Marczali ha osservato che i testi cronachistici esistenti non menzionano la morte di Santa Elisabetta d'Ungheria (1231) né la sua canonizzazione (1235), sebbene ne si descriva il suo stile di vita integerrimo, motivo per cui un ampliamento della cronaca potrebbe essere avvenuto dopo il 1227, quando morì Luigi IV di Turingia. Marczali ha scoperto alcuni elementi della storia unna nella cronaca, il cui contenuto in merito ad analisi demografiche e geografiche consente di apprendere meglio le condizioni dell'Ungheria appena prima della prima invasione mongola dell'Ungheria (1241). Gyula Sebestyén ha affermato che la cronaca stilata sotto Andrea II fu compilata in occasione delle nozze di Ludovico ed Elisabetta nel 1221, facendo poi notare che, benché il testo si riferisca alla quinta crociata e al coinvolgimento di Andrea nella spedizione (1217-1218), non si accenna nulla a proposito della Bolla d'oro del 1222, la quale assegnò diversi diritti agli aristocratici magiari. Anche Gyula Pauler ha creduto fosse stata stilata una cronaca all'epoca di Andrea II; il Chronicon Dubnicense usa il tempo presente quando menziona le nozze di Costanza d'Aragona e Federico II di Svevia nel 1209, il che potrebbe indicare che il testo di una cronaca fosse stato curato in quel periodo. Jenő Vértesy ha collegato alcuni brevi documenti della seconda metà del XII secolo all'epoca di Andrea II.
Lajos J. Csóka ha affermato, rimanendo coerente con il suo pensiero, che la cronaca fu compilata presso l'abbazia di Pannonhalma tra il 1210 e il 1220 da un frate benedettino appartenente al convento dell'abate Uros di Pannonhalma. Csóka ha fatto riferimento all'eccellente grado di conoscenza topografica del cronista riguardo al comitato di Vesprimia e di Somogy quando parla della battaglia di Vértes e della guerra di Koppány. Csóka ha sostenuto che l'autore si fosse avvalso degli statuti dell'abbazia per le narrazioni. Il conflitto tra Salomone e i suoi cugini (Géza e Ladislao) fu rappresentato in modo distorto allo scopo di assecondare le ragioni di Andrea II, ribellatosi al fratello maggiore Emerico per il trono ungherese. Durante la guerra civile, l'abate in carica Giovanni di Pannohalma sostenne l'impegno di Andrea e la cronaca fornì un contesto ideologico al duca ribelle, divenuto monarca nel 1205. Csóka ha sottolineato l'influenza benedettina nel testo della cronaca, poiché l'autore dimostra la conoscenza della regola benedettina e della biografia di Benedetto da Norcia scritta da papa Gregorio I.
Kornél Szovák ha analizzato la raffigurazione di San Ladislao nel testo della cronaca e ha sostenuto che la sua figura rappresenta un atteggiamento idoneista di un'interpolazione successiva della fine del XII secolo o dell'inizio del XIII secolo. Alcune espressioni (ad esempio «barones et optimes» e dei riferimenti all'impero latino e all'ordine teutonico) implicano che la fase di scrittura ebbe luogo durante il regno di Andrea II. József Deér e poi László Veszprémy hanno sostenuto che la leggenda di Carlo Magno fosse stata d'ispirazione per descrivere il personaggio reale di Ladislao, ammantato delle virtù di un monarca cristiano e cavalleresco.

#### La teoria di Gyula Kristó

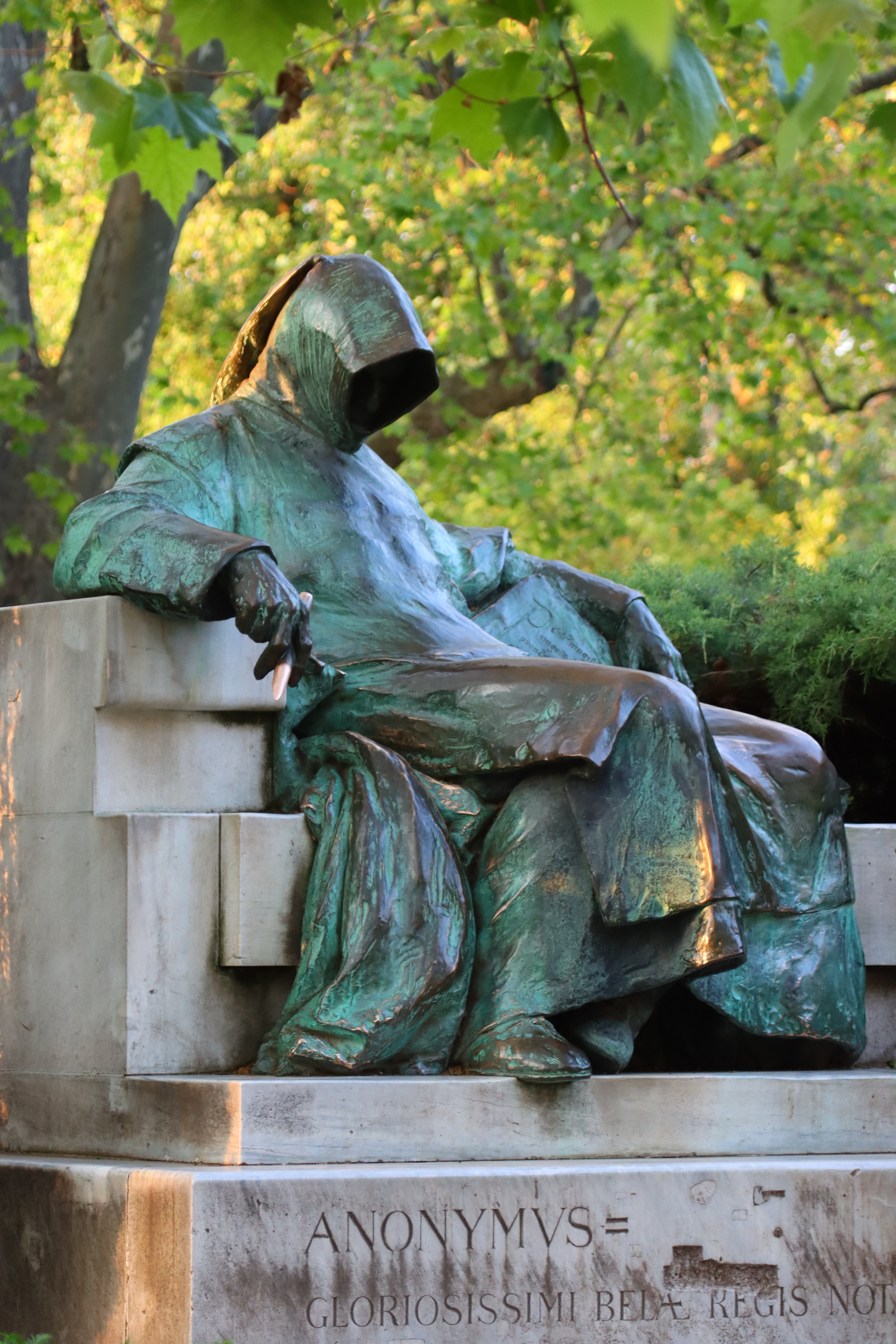
Statua dell'anonimo notaio di re Béla, l'autore delle Gesta Hungarorum nel castello Vajdahunyad

Kristó ha elaborato una teoria relativa alla possibilità che fosse stata realizzata un'edizione ampliata nel XIII secolo, ma nel corso dei decenni la sua posizione è mutata su diversi aspetti. Nel 1970, Kristó ha pensato che un cronista a cavallo tra il XII e il XIII secolo utilizzò il Chronicon di Regino di Prüm per ricostruire la storia dell'Ungheria pre-cristiana. L'anonimo, suo contemporaneo, ricorse inoltre all'Exordia Scythica, modificando così significativamente le informazioni relative all'epoca alto-medievale e a quella antecedente. Nel 1972, Kristó si è detto convinto che l'anonimo avesse sfruttato la copia di una cronaca edita negli anni in cui scrisse come fonte primaria per le sue Gesta Hungarorum, annoverando come esempi modi di esprimersi e termini similari nelle due opere. Nello studio del 1972, Kristó ha sostenuto che due redazioni ebbero luogo a cavallo tra il XII e il XIII secolo; la prima risalirebbe agli anni Novanta del XII secolo (e fu realizzata sotto Béla III, come si è detto), mentre la seconda al 1220-1230 e sarebbe stata scritta alla corte del duca Béla, figlio ed erede di Andrea II. Quest'ultimo testo fornisce un'immagine negativa di Gisella, consorte di Santo Stefano, incolpandola degli intrighi contro Vazul.
Nel 1237, sebbene non vi sia univocità di giudizi sul padre dell'opera, un frate domenicano ungherese di nome Riccardo scrisse un resoconto intitolato Descriptio itineris fratris iuliani e relativo alla missione del suo confratello, frate Giuliano, alla ricerca della Magna Hungaria, l'ipotetica patria ancestrale degli ungheresi situata a est degli Urali. In esso si fa riferimento a una cronaca, le Gesta Ungarorum Christianorum ("Le gesta dei cristiani ungheresi"), la quale era stata utile per reperire delle informazioni a proposito della Magna Hungaria. In una sua pubblicazione del 1974, Gyula Kristó ha identificato quest'opera con la cronaca magiara scritta intorno al 1235, aggiungendo che Alberico delle Tre Fontane avesse utilizzato questa fatica nella sua opera. Kristó ha ritenuto che il termine Christianorum servisse a distinguerla dal lavoro dell'anonimo e, sempre a suo dire, l'edizione degli anni Trenta del Duecento potrebbe essersi concentrata sul duca Béla e sui suoi confidenti (Béla era interessato alle conversazioni dei Cumani lungo il confine orientale e aveva forti legami con i predicatori domenicani). Kristó ha ricordato i toni negativi riservati da Alberico a Gisella nella sua cronaca, a dimostrazione del fatto che avesse utilizzato proprio quella redazione. Durante la vita di Andrea II, il cronista non ebbe l'opportunità di scrivere a proposito di Gertrude di Merania, vittima di assassinio nel 1213; di conseguenza, l'autore ne proietta i suoi crimini, potenziali o effettivi, sulla moglie di Santo Stefano, Gisella, anch'ella di origine tedesca. Kristó ha sostenuto che le Gesta Ungarorum Christianorum seguissero uno stile uniforme fino al 1167 e che chi le revisionò fosse un contemporaneo dell'anonimo notaio; entrambi, verosimilmente, studiarono in Francia. In un primo momento, Kristó ha pensato che i cronisti successivi non conoscessero l'opera dell'anonimo, ma in seguito ha riformulato questa posizione, in seguito ai risultati della ricerca di György Györffy, e ha accennato a una duplice interazione tra il testo della cronaca e l'opera dell'anonimo.
Judit Csákó ha analizzato in dettaglio la teoria di Kristó nel suo studio del 2015, concordando sul fatto che la revisione del XIII secolo avesse unificato stilisticamente quanto presente nella cronaca, per cui non è possibile stabilire e separare l'origine delle sezioni del testo. Sulla base della descrizione fornita a proposito di Gisella, Csákó ha presunto che un'edizione fu realizzata dopo il 1213 e prima del 1235.

### Elementi ereditati nelle cronache del XIV secolo

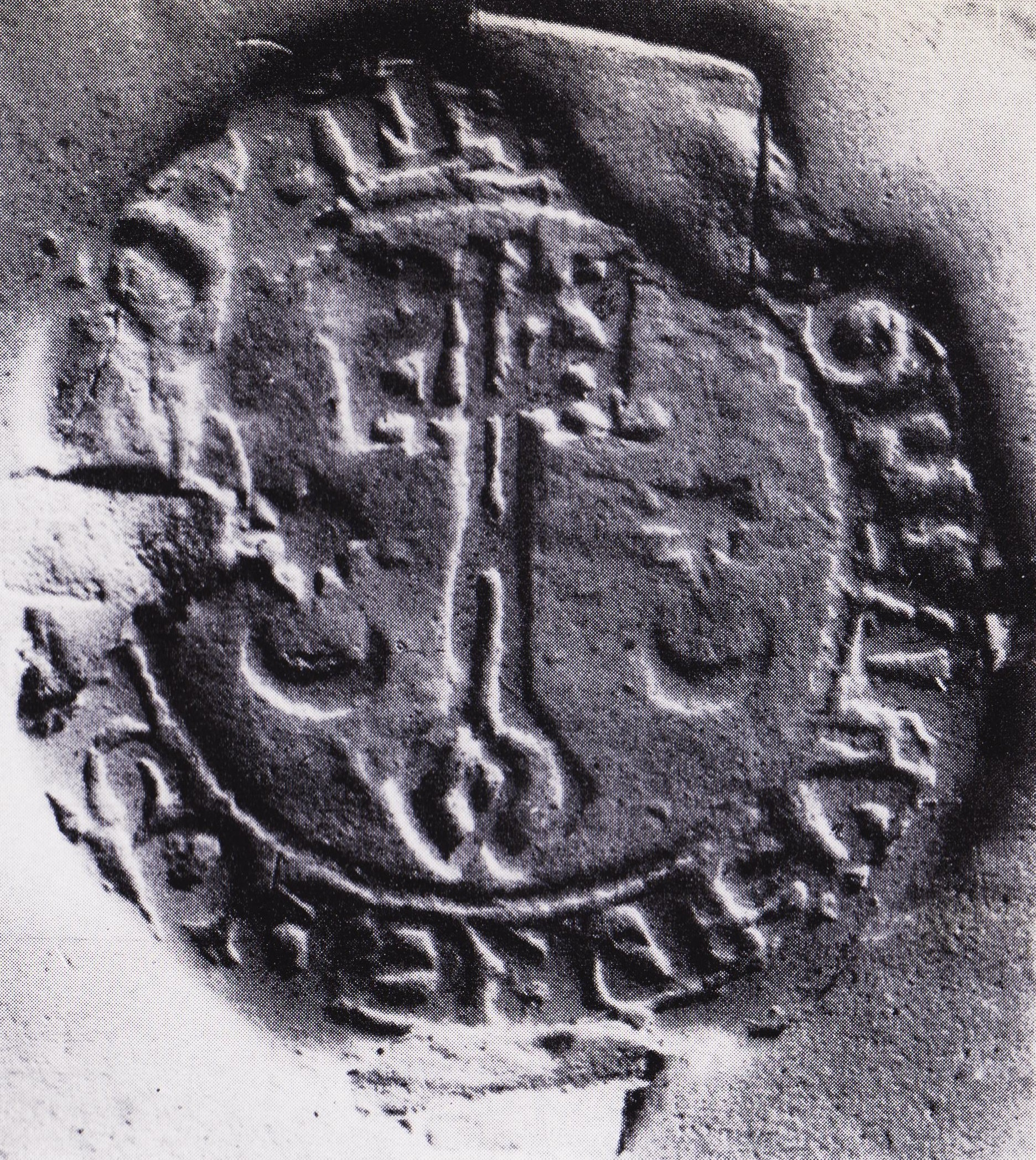
Sigillo del magister Ákos

György Györffy ha scoperto che il testo della cronaca fu continuato dal magister Ákos, un prevosto di Buda, durante il regno di Stefano V (r. 1270-1272), mentre in precedenza Gyula Pauler e Sándor Domanovszky avevano già fatto riferimento a un cronista non identificato risalente all'epoca dell'anonimo notaio e di Simone di Kéza, i cui testi sono stati conservati nella cronaca del XIV secolo. Ákos elogia senza alcuna prova a sostegno il passato e i privilegi di Albareale e Buda, le due chiese in cui svolse la sua funzione, tentando altresì di equiparare in termini di lignaggio i suoi consanguinei, la discendenza degli Ákos, a quella della dinastia regnante. Györffy ha ritenuto che Ákos, il quale aveva reperito le gesta nel convento domenicano dell'isola dei Conigli, avesse sempre inserito delle annotazioni nel caso dei re santi, accennando dove si potesse consultare un'agiografia con un racconto più esteso su quei personaggi storici e sulle costruzioni devozionali delle chiese (ad esempio, la cattedrale di Vác); di conseguenza, la sua opera dalla lunghezza ridotta avrebbe potuto essere scritta principalmente per la santa principessa Margherita, la monaca domenicana. Mentre gli accademici meno recenti (ad esempio Domanovszky, Bálint Hóman e inizialmente Györffy) gli attribuivano la paternità di quanto detto a proposito dell'epopea unna, gli studiosi più moderni (Imre Madzsar, Elemér Mályusz, János Horváth, Jr. e Jenő Szűcs) hanno dimostrato con esami filologici e linguistici che essa può essere ascritta a Simone di Kéza, che parla della storia degli Unni prima della porzione principale della cronaca (prima di Simone, è il Codice Sambuco a preservare più fedelmente lo stato della cronaca del XIII secolo). Il testo di Ákos riflette un tono aristocratico e non è scevro di inserimenti anacronistici (ad esempio le clausole de genere nel caso dei nobili dell'XI-XII secolo). Per quanto riguarda il XIII secolo, Ákos si limita ad aggiungere degli estratti alla cronaca senza immettere alcuna informazione rilevante, poiché la sua attenzione si concentra sulla preistoria ungherese (fra le diverse leggende da lui citate rientra quella del corno di Lehel).
Il contemporaneo di Ákos, Simone di Kéza, entro verosimilmente in possesso delle Urgesta e della versione più breve del testo di Ákos dopo la morte di quest'ultimo, intorno al 1273. Simone fu un fedele ecclesiastico attivo presso la corte di Ladislao IV (r. 1272-1290). Secondo Györffy, Simone, intento a realizzare le sue Gesta Hungarorum (in storiografia note anche come Gesta Hunnorum et Hungarorum), aveva riscritto inserendo il proprio nome i primi capitoli dell'estratto, mistificando le vicende legate agli Unni di Attila e presentandoli alla stregua di atavici conquistatori del bacino dei Carpazi. Inoltre, aveva ampliato il testo con l'ultimo capitolo dell'opera, narrando le vittoriose battaglie di Ladislao IV fino al 1282 (l'opera si conclude con la battaglia del lago di Hód) e, in appendice, le vicende di alcuni strati sociali più poveri. Györffy ha sostenuto che l'opera e la collazione di libri di Simone siano passate in mano ai francescani di Óbuda dopo la sua morte. Uno dei monaci (tale Giovanni?), sostenitore delle rivendicazioni avanzate dal capetingio Carlo Roberto (r. 1308-1342) nei confronti della corona magiara, continuò le gesta abbreviate di Ákos sino al 1330 (analogamente ad Ákos, con aggiunte minori tra il 1270 e il 1300, ma dilungandosi molto di più su quanto avvenuto dopo, al fine di sostenere la pretesa al trono di Carlo durante l'interregno). Durante il dominio angioino, il clero di corte ricompose i testi frammentati esistenti e li conglobò in opere più coerenti. La cosiddetta Cronaca di Buda (Chronicon Budense) deriva proprio dalla versione abbreviata delle gesta di Ákos, la quale in verità aveva sperimentato una parziale continuazione per mezzo dell'attività dei francescani, a cui si ascrive la paternità della Cronaca dei Minoriti di Buda. La Chronica Picta, invece, conserva un testo più lungo e più vicino al contenuto originale della cronaca, il quale si compone delle Urgesta e delle sue continuazioni e interpolazioni, non ultime quelle di recente inserite direttamente da Ákos.

### Teoria dell'identificazione con ilTarih-i Üngürüs
Il Tarih-i Üngürüs ("Storia degli Ungheresi") è una cronaca ottomana del XVI secolo tradotta dal diplomatico Mahmud Tercüman, originario di una famiglia ebraica di Vienna. A suo dire, la traduzione si basava su una cronaca latina da lui trovata dopo l'occupazione di Albareale nel 1543. Alcuni intellettuali, nello specifico Endre K. Grandpierre o József Blaskovics, hanno creduto che questo manoscritto presentasse delle forti similitudini o addirittura fosse sovrapponibile alle Urgesta, poiché il Tarih-i Üngürüs, in diversi casi, descrive alcuni eventi storici in modo diverso rispetto alla tradizione cronachistica del XIV secolo. Al contrario, il traduttore dell'edizione critica della cronaca ottomana, György Hazai, ha dimostrato che il Tarih-i Üngürüs è una trasposizione diretta della Chronica Hungarorum (1488) di Giovanni di Thurocz. Tra gli altri scritti rivelatisi fonte d'ispirazione, si deve segnalare che Mahmud Tercüman aggiunge la storia di Alessandro Magno all'inizio dell'opera basandosi sulle Historiae Philippicae di Giustino. Balázs Sudár ha sottolineato che Mahmud, oltre alla traduzione, modifica il testo originale della Chronica Hungarorum in maniera simile ad altri antichi storiografi ottomani, al fine di inventare un substrato storico che giustificasse la conquista ottomana dell'Ungheria.

## Stile linguistico

### Prosa rimata
Il filologo classico János Horváth Jr. ha analizzato nel dettaglio il testo in prosa della cronaca del XIV secolo, prestando particolare attenzione al suo carattere ritmico e rimato nella sua tesi di laurea del 1954. Nella letteratura medievale, la prosa ritmica raggiunse il periodo di massima diffusione dalla seconda metà del X secolo alla fine del XII secolo. Le subentrò la prosa con rime (detta anche stilus Romanus o Gregorianus) nel XIII secolo, sebbene occasionalmente la prosa ritmica si riscontri ancora nei secoli XIII-XIV in tutta Europa. Horváth ha ritenuto (come accennato in precedenza) che il vescovo Nicola avesse scritto le Urgesta in prosa ritmica al tempo di Andrea I (ovvero prima dell'era della prosa con rime), utilizzando documenti regi e resoconti orali. Nicola scinde la sua prosa in due punti uguali, collegate da rime alla fine dei due punti e da rime agli estremi delle righe. Lo stile è caratterizzato da figure retoriche, giochi di parole e ossimori e l'opera si conclude con un riassunto cronologico poco prima del 1060. Definendo lo stile letterario dei vari capitoli, Horváth ha creduto che il momento della loro creazione potesse essere determinato cronologicamente. Quanto alla prosa con rime, Horváth ha diviso il testo della cronaca in tre parti: capitoli 63-90, 91-139 e 140-167. Dal punto di vista della ritmicità, Horváth ha analizzato anche altre opere contemporanee, ad esempio la Carmen miserabile di Ruggero di Puglia e le varie agiografie di Santo Stefano.
Le scoperte di Horváth hanno suscitato opinioni frammentate nella storiografia ungherese. János Horváth Sr., Dezső Dercsényi, Béla Karácsonyi e József Gerics hanno elogiato le sue intuizioni, mentre al contrario László Mezey e János Győry hanno avanzato forti perplessità. Mezey ha criticato Horváth per aver trascurato i contenuti nel suo metodo d'indagine, poiché si tende a privilegiare l'aspetto formale rispetto all'analisi stilistica vera e propria. Mezey ha sostenuto che lo stile in rima non fosse idoneo a stabilire un confine nitido con le opere letterarie medievali. Ha inoltre respinto l'idea di un uso deliberato della ritmicità e della varietà espressiva, sostenendo che in molti casi si tratti piuttosto di imitazioni di antiche tradizioni europee preesistenti, ad esempio Cicerone. Horváth ha rigettato quest'ultima affermazione, sostenendo che sussistessero differenze fondamentali tra la prosa con rime antica (incentrata sulla quantità di sillabe) e quella medievale (più attenta all'accento sulle parole). In più, ha ricordato come Cicerone non fosse ampiamente conosciuto all'epoca. Per tutta risposta, Mezey ha citato il paleografo e filologo Ludwig Traube, che ha periodizzato la storia della prosa ritmica per 1050 anni (400-1450); pertanto, questo metodo non risulterebbe adatto per separare le varie sezioni della cronaca ungherese. Citando la letteratura straniera (ad esempio, Max Manitius), Mezey ha dimostrato che Cicerone ebbe un profondo impatto sugli autori medievali, sottolineando come occorra distinguere tra un impiego consapevole e raffinato da quello sporadico e occasionale della prosa con rime (cursus). La prosa con rime non era limitata a un periodo specifico, ma sopravvive nell'intera storia della letteratura latina, soprattutto nelle opere narrative. Horváth ha criticato Mezey per aver deliberatamente confuso le consuetudini metriche e ritmiche dell'antichità e la prosa con rime del Medioevo, concentrandosi soprattutto sull'accento sulle parole. Sebbene talvolta possa esistere una parziale sovrapposizione, solo alcuni cronisti avevano un grado di conoscenza così alto da compiere simili operazioni. Si pensi ad esempio al fatto che gli autori utilizzavano soltanto tre proposizioni (venox, planus, tardus) fino al XII secolo, quindi le opere di Cicerone e dei suoi contemporanei romani non potevano fungere da modello per loro. Horváth ha sostenuto che non vi fosse traccia della presenza della prosa con rime nell'Europa medievale prima del 1100. Citando lo studioso tedesco Harry Bresslau, il quale ha sottolineato che la continuità storica della prosa con rime si fosse gradualmente interrotta dopo la caduta dell'impero romano d'Occidente, anche per quanto riguardava i cronisti narrativi e le opere liturgiche (oratio).

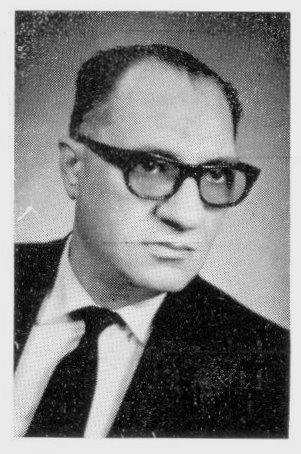
Il filologo medievalista Béla Karácsonyi

János Győry ha respinto categoricamente il metodo di lavoro di Horváth e i risultati della sua analisi, tenendo conto della presenza di numerosi errori fattuali e presupposti infondati. Lo studioso ha affermato che il vescovo Nicola fosse menzionato come defunto nello statuto di Tihany del 1055, escludendone quindi la paternità. Győry ha accusato Horváth di aver categorizzato i testi in modo fantasioso, senza alcun fondamento, definendoli prosa con rime o ritmica a seconda delle circostanze. A giudizio di Győry, Horváth aveva operato seguendo un approccio obsoleto e aveva ignorato che il numero di sillabe non giocava alcun ruolo nella prosa con rime medievale, basata sull'omoteleuto (similiter cadens) e sullo stesso numero di parole accentate. Nella sua tesi, Horváth aveva identificato un totale di 1 250 proposizioni come prosa con rime. Győry ha contestato quest'affermazione per 1 017 proposizioni, accusando Horváth di aver creato arbitrariamente delle «poesie troncate». Replicando al commento, Horváth ha fornito una definizione diversa di prosa ritmica (due punti di uguale lunghezza al posto dell'accento) e ha scritto che non si poteva parlare di una prosa con rime consapevole prima della fine del XII secolo.
In una sua replica conclusiva, Béla Karácsonyi ha accennato sottilmente ad antagonismi personali tra gli studiosi (forse generati dall'assegnazione del premio Kossuth a Horváth Jr. nel 1955), criticando László Mezey e accusandolo di esprimersi soltanto in termini generali senza fornire argomentazioni e prove concrete. Karácsonyi ha appoggiato le conclusioni di Horváth, sostenendo che il ritmo metrico della prosa di epoca romana fosse andato in disuso entro il VII secolo e che la prosa ritmica medievale (con accento sulle parole) avesse fatto capolino esclusivamente al termine del XII secolo. Karácsonyi ha giudicato le opinioni di Győry soggettive e intrise di attacchi personali. Ha inoltre sostenuto che se gli ambienti accademici avessero approvato la definizione di prosa con rime di Győry, la cui esistenza viene ricondotta alla regola dell'accento sulle parole, «non esisterebbe un singolo testo coerente nella letteratura mondiale da poter essere classificato come prosa con rime». Al contrario, secondo Karácsonyi, la definizione di prosa ritmica enunciata da Győry sarebbe da considerarsi alla stregua di un eufemismo, il quale ha aggiunto che, dopo aver esaminato il testo, Győry aveva erroneamente criticato le conclusioni di Horváth in molti punti. Dopo sessant'anni, Bernadett Benei ha analizzato il dibattito scatenato dalla tesi di Horváth, giungendo a scrivere che la sua definizione di prosa con rime medievale appare in linea con la letteratura internazionale, che ne colloca anch'essa la comparsa alla fine del XII secolo. Tuttavia, Benei ha sostenuto che la sola analisi stilistica non fosse sufficiente, dovendosi tenere in considerazione anche i risultati di altre ricerche (ad esempio storiche, filologiche, di critica delle fonti, di storia sociale e così via), come del resto sottolineato anche da Horváth nel suo lavoro. Gyula Kristó, che ha analizzato il testo in termini di lessicografia e fraseologia (come si dirà), ha scoperto che il 63% del testo della cronaca non contiene elementi di prosa con rime, quindi il grosso del testo è stata scritta prima del 1240 (quando la prosa con rime si diffuse in Ungheria).

### Lessicografia e fraseologia
Nel 1926, Imre Madzsar ha esaminato il testo della cronaca con il metodo lessicologico. Come accennato in precedenza, aveva scoperto che le Urgesta vantano uno stile linguistico uniforme quando narrano la rivolta di Koppány e fino al regno di Géza II (capitoli 36-70), motivo per cui aveva immaginato la compilazione avesse avuto luogo tra il 1155 e il 1160. Egli aveva sostenuto che numerose espressioni e citazioni potessero individuarsi in diverse parti del testo, accennando poi al frequente ricorso ad espressioni bibliche (si pensi, su tutte, alla frase «per me reges regnant»). Si erano inoltre riconosciuti complessivamente cinquantasei termini identici in tutta la cronaca fino alla metà del XII secolo. Svariati storici non hanno accettato le conclusioni di Madzsar, tra cui Bálint Hóman, il quale ha sostenuto che un autore medievale adottasse il medesimo stile, spesso attingendo a interi testi da altre opere per descrivere eventi simili (ad esempio, le battaglie). Ha inoltre sottolineato che una parte significativa delle 56 frasi fosse troppo comune per poterne ricavare un'interpretazione stilistica soddisfacente. Sándor Domanovszky ha criticato Madzsar per non aver distinto tra il lavoro originario e quello interpolato. I successivi continuatori emularono solitamente lo stile linguistico dei loro predecessori. János Horváth ha ritenuto che le frasi isolate non fossero adatte a trarre conclusioni, ma che piuttosto la formulazione nel suo complesso dovesse essere oggetto di indagine.

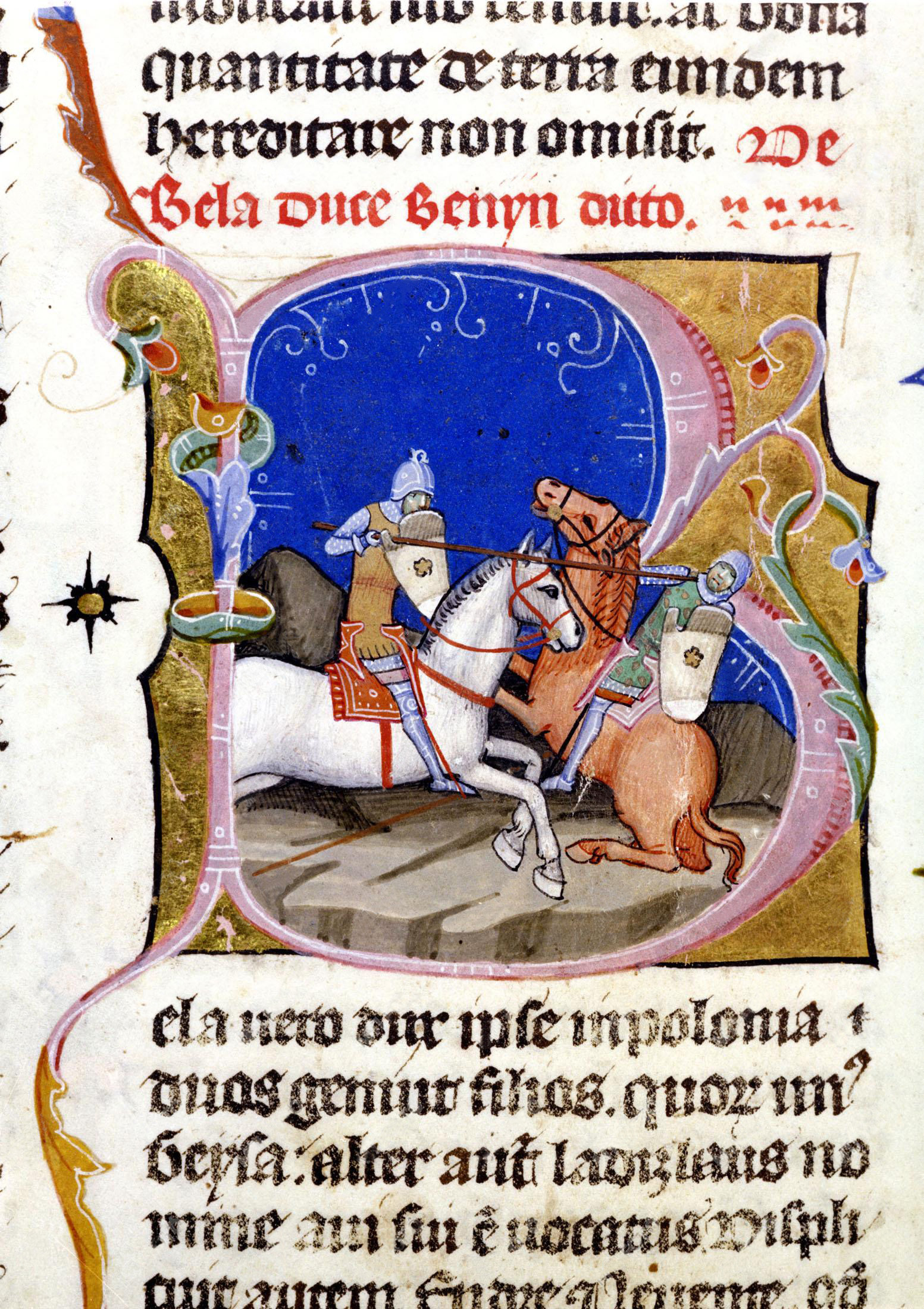
Il leggendario duello tra Béla I e il capo dei pomeraniani, in Polonia

Gyula Kristó ha comparato le Urgesta e l'opera dell'anonimo notaio di re Béla da una prospettiva fraseologica, rintracciando in entrambe dei richiami all'ideale cavalleresco (lo dimostrano i termini fides, largitas, audacia e gloriosus) proiettati in tempi molto precedenti (è il caso dell'epoca della conquista magiara del bacino dei Carpazi). Dániel Bagi ha analizzato la storia del duello del duca Béla con un guerriero della Pomerania, riscontrando dei paralleli contemporanei con la cronaca di Galberto di Bruges e la Vita Mathildis di Donizone di Canossa. Poiché le descrizioni dei duelli nelle cronache medievali precedono il periodo di massimo splendore sperimentato dalla letteratura cavalleresca, la rappresentazione epica permette di concludere che questa parte del testo fosse stata inserita dopo l'inizio del XII secolo. Sia l'anonimo che le Urgesta riservano agli stranieri degli epiteti canzonatori o dispregiativi. Il primo si riferisce ai Valacchi e agli Slavi della Transilvania con l'espressione vilis ("vili"), mentre le seconde riservano la medesima designazione per i Peceneghi e i Siculi. I termini superbia o superbus compaiono inoltre in entrambe le opere in relazione agli stranieri. Il topos letterario del furor Teutonicus ("furore tedesco") compare nel testo della cronaca cinque volte, lasciando intuire gli studi dell'autore compiuti in Francia. Kristó ha sottolineato che l'antipatia verso gli stranieri si manifestò in Ungheria solo all'inizio del XIII secolo. Kristó ha ritenuto pure che l'espressione «de genere [nome]» costituisse una prova inequivocabile per dedurne l'epoca di scrittura, poiché questo termine compare solo nei documenti contemporanei a partire dal 1208.

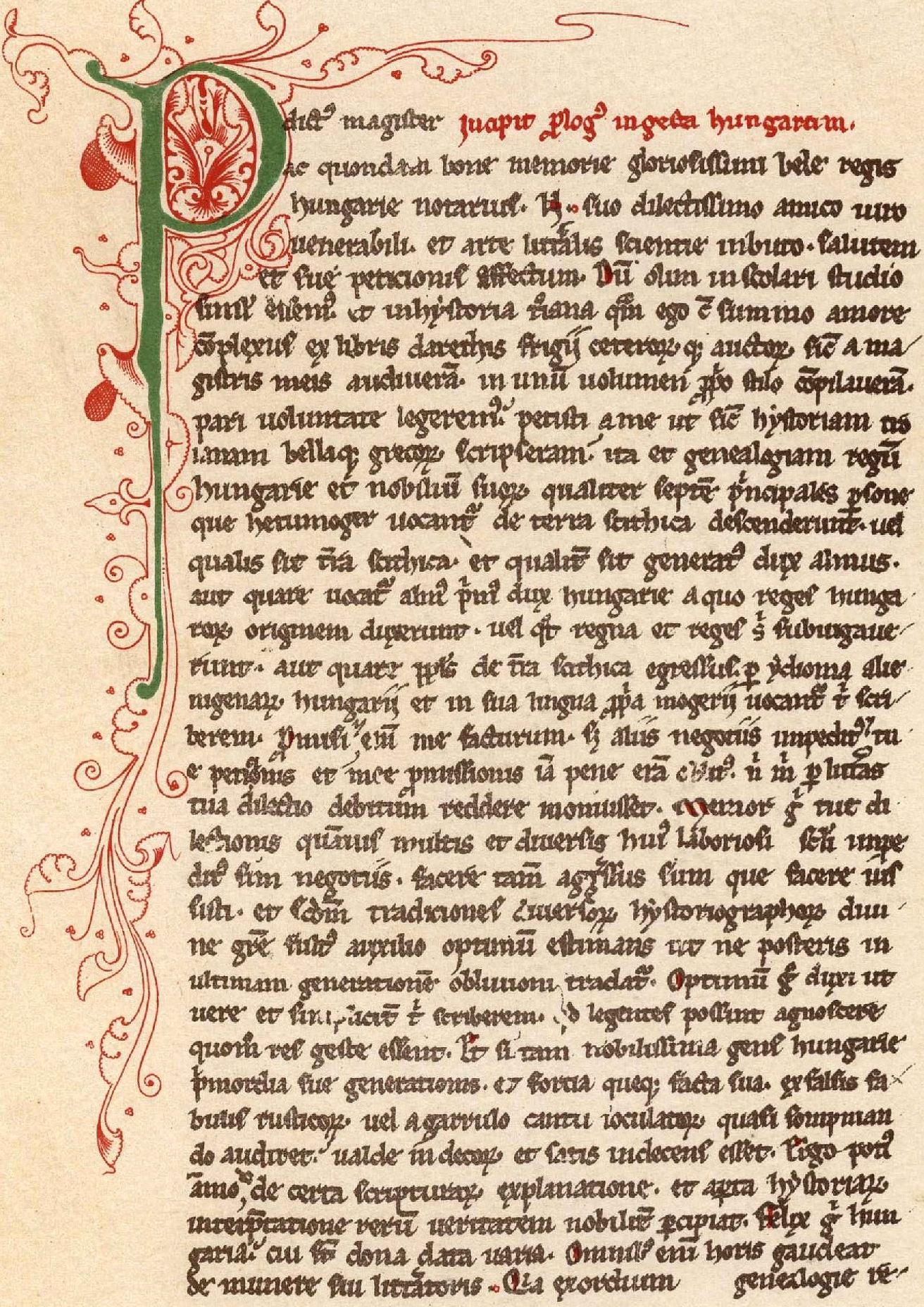
Prima pagina delle Gesta Hungarorum

Sia l'anonimo che i curatori della cronaca ungherese dimostrano di conoscere bene il diritto romano; lo si deduce dall'uso frequente del termine ius e dei suoi derivati, oltre alle parole culpa, sceleratus o legittimus. Il cronista ricorre alle formule di diploma contemporanee. L'autore della cronaca magiara ha contezza poi della guerra di Troia e la utilizza come fonte d'ispirazione quando narra l'assedio di Belgrado avvenuto nel 1071. Tanto l'anonimo quanto le Urgesta adottano frequentemente il termine magister riferendosi agli studiosi delle università occidentali e ciò rafforza l'ipotesi di studi pregressi conseguiti in Francia. A partire dalla seconda metà del XII secolo, le cronache spesso descrivono l'aspetto di una persona dall'alto in basso. L'autore delle Urgesta applica lo stesso metodo in relazione a Béla I e Colomanno. Sia l'anonimo che la cronaca ricorrono al metodo dell'oratio recta ("discorso diretto") quando citano personaggi storici nelle loro narrazioni. Entrambe le opere sono caratterizzate dalla descrizione dettagliata degli eventi bellici, utilizzando delle espressioni simili direttamente confrontabili perché strutturalmente o lessicalmente equivalenti (es. totus exercitus). Oltre alle frasi comuni, nei testi compaiono anche parole insolite o rare, le quali non si trovano facilmente altrove; è il caso di astur, mentre consiliarius è presente nelle sole Urgesta ed è stata scoperta in un unico documento dalla dubbia autenticità del 1209. Ciò rafforza ulteriormente la teoria di Kristó su una redazione su larga scala all'inizio del XIII secolo. Kornél Szovák ha individuato venti termini che compaiono esclusivamente nel testo della cronaca (due dei quali frutto di semplici errori di battitura), e di cui soltanto quattro vengono riprese nelle Gesta Hungarorum.
Kristó ha immaginato che la cronaca potesse essere descritta come un'opera con una formulazione unitaria, compilata tra il 1210 e il 1235 e il cui autore visse nella stessa epoca dell'anonimo notaio, formandosi culturalmente in Francia. Il differente timbro stilistico permette di escludere l'identificazione del cronista con l'anonimo. A differenza di altri studiosi, Kristó ha ritenuto che la parte di testo inerenti ai secoli XI, XI e XII fosse opera di una singola persona.

### Analisi linguistica
Bernadett Benei ha analizzato in modo esaustivo la sezione del testo latino della cronaca ungherese risalente all'XI-XII secolo (ovvero dalle Urgesta fino all'ipotetica redazione dell'inizio del XIII secolo) nella sua tesi di laurea del 2022.

#### Studio e conclusioni
Basandosi sull'esame della morfologia del testo, Benei ha sottolineato che il testo presenta caratteristiche classiche del latino medievale, in cui le distinzioni tra i pronomi sono spesso sfumate. I pronomi dimostrativi e possessivi vengono sovente confusi e alcune preposizioni hanno una connotazione diversa rispetto al latino classico, oppure subiscono un cambiamento di significato. Si nota anche un influsso della lingua ebraica nella costruzione all'accusativo di alcune preposizioni. Quando ci si rivolge a monarchi e altre persone di alto rango, si preferisce spesso un aggettivo superlativo. La coniugazione mostra tratti stilistici del latino medievale classico. Secondo Benei, se da un lato diversi elementi dimostrano una discreta omogeneità linguistica del testo, dall'altro permangono comunque delle distinzioni dalla portata non trascurabile.
Bernadett Benei ha analizzato anche le costruzioni participiali. Sulla base di ciò, ha scoperto che l'ignoto cronista rispetta in genere le regole grammaticali del latino classico, adottando però delle espressioni legate al latino medievale. Ad esempio, l'autore utilizza una proposizione subordinata introdotta da una congiunzione invece dell'accusativus cum infinitivo in settantasei casi, mentre adotta delle strutture participiali in novantanove casi. Esse sono distribuite uniformemente, fatta eccezione per i capitoli 122-126, che narrano la battaglia di Mogyoród e la visione di San Ladislao, dove in questo la grammatica è quella tipica del latino medievale. Pertanto, Benei ha sostenuto che questa sezione potrebbe essere stata scritta poco dopo la canonizzazione di San Ladislao (1192). Soffermandosi sull'ablativo assoluto adottato nei capitoli 120-128, lo stile segue ancora una volta quello del latino di epoca medievale. Ciò può rafforzare la teoria della redazione monocratica di Gyula Kristó e Kornél Szovák riguardo alle sezioni relative a Ladislao I. La diffusione delle strutture gerundive può essere osservata guardando il testo nel suo complesso, oltre che tenendo a mente le agiografie e i testi storici ungheresi contemporanei. Questo e altri fenomeni grammaticali consentono di ravvisare una maggiore omogeneità complessiva. Il nominativus cum infinitivo, tuttavia, è distribuito in modo sproporzionato nel testo e ne evidenzia piuttosto la frammentazione, ma ciò potrebbe anche risultare un residuo di una precedente revisione, successivamente completamente riscritta.
Il cronista utilizza tutti i tempi verbali nella sua opera, preferendo però comunque il praesēns perfectum (1293 casi) e meno il praeteritum perfectum. La struttura coepisse+infinitivus (20 casi) riflette un fenomeno linguistico del latino medievale. Non manca naturalmente l'uso del coniunctivus, mentre per quanto riguarda le strutture coordinate, benché le congiunzioni siano abbastanza frequenti, et e que hanno significati opposti in punti vicini, circostanza la quale conferma la non uniformità del testo. Per quel che concerne le proposizioni avversative, spesso perdono enfasi e possono corrispondere al significato di "a sua volta". La congiunzione autem ("vale a dire") compare esclusivamente in quella sezione che narra la storia di Salomone e dei suoi cugini. Quanto alle strutture subordinate, in diversi passaggi si riscontrano deviazioni dalle regole della grammatica latina classica (tra le settantatré proposizioni avverbiali soggetto e oggetto, il 19% si discosta, mentre tra le cinquanta costruzioni avverbiali di scopo, il 40% non segue la grammatica latina classica). Sono presenti anche proposizioni avverbiali conseguenti (ventuno, otto delle quali più proprie del latino medievale), causali (89), temporali, comparative (84) e nominali (226, prevalentemente qui).
János Horváth Jr. ha suddiviso il testo della cronaca in tre parti in base allo stile e alla ritmica (di cui si è detto già). Bernadett Benei ha sostenuto che vi sono elementi stilistici che collegano queste parti, principalmente l'uso di figure retoriche quali anafore, epifore, pleonasmi, zeugmi e antonomasie, di cui a proposito di queste ultime si può citare l'esempio del sostantivo «corona», allo scopo di riferirsi al sovrano del regno d'Ungheria. Il cronista pare anche apprezzare il ricorso alla metonimia e all'allitterazione. Secondo Benei, la disposizione della maggioranza delle figure retoriche summenzionate contribuisce ad accrescere l'unità del testo. Da un confronto con le Gesta Hungarorum, si è stimata una corrispondenza grammaticale e stilistica del 65-70%, benché il livello di conoscenza del latino del cronista appaia superiore a quello dell'anonimo. In conclusione, Benei ha scoperto due substrati linguistici nel testo della cronaca, individuando nei capitoli meno recenti un maggiore rispetto delle regole linguistiche del latino classico e negli altri, più fedeli al latino medievale, un processo di revisione e di scrittura assai ampio. Poiché, nello specifico, il secondo stile appare dominante nei capitoli 121-128, a dispetto delle sezioni antecedenti, si deve credere che da tale punto il testo originale subì una sensibile rielaborazione. In termini percentuali, Benei ha stimato che la proporzione tra latino classico e medievale nell'intero testo sia pari a un rapporto del 60-40% circa. Secondo Benei, è stato possibile dimostrare grammaticalmente la tesi di Gyula Kristó riguardo alla redazione su larga scala, avvenuta plausibilmente nei primi decenni del XIII secolo. In ultimo, la studiosa ha affermato che nel testo della cronaca siano disseminati alcuni vaghi indizi secondo i quali il cronista potrebbe essere appartenuto ai cistercensi.

#### Livelli storici

##### Diritto romano
| Frase                                                   | Luogo     | Nota |
| ------------------------------------------------------- | --------- | --- |
| iudices [...] pedanes                                   | Cap. 71.  | Nell'Antica Roma, lo iudex pedaneus fungeva da giudice in assenza del governatore. Nel testo, si dice che quando Pietro Orseolo minacciò i nobili ungheresi insoddisfatti di sostituire in tutte le cariche dei tedeschi, rimise la questione al pedaneos (giudice locale o billogos). Il passaggio del cronista, buon conoscitore del Corpus iuris civilis e del Codice teodosiano, viene in seguito ripreso da Simone di Kéza nella sua opera. Il termine iudex pedaneus compare per la prima volta in un documento del 1298. |
| angaria                                                 | Cap. 71.  | Ovvero "servitù", il termine è presente in una frase pronunciata da Pietro Orseolo, «Hoc nomen Hungaria derivatum est ab angaria», la cui traduzione corretta è «questo nome, Ungheria, deriva da servitù». László Veszprémy ha sostenuto che il gioco di parole si basasse sul termine greco angaria, sopravvissuto nel linguaggio del diritto romano, che significava "servizio, paga, onere fiscale". In realtà, non vi è nessuna correlazione con il nome dell'Ungheria. |
| sine iudicii examine                                    | Cap. 75.  | Il testo della cronaca narra che Samuele Aba giustiziò i presunti cospiratori «senza interrogatorio né processo». La stessa frase compare anche nella legenda maior di Santo Stefano e questa sezione viene estrapolata da Simone di Kéza nel XIII secolo. |
| predones et latrunculi                                  | Cap. 76.  | Il testo descrive gli ungheresi fuggiti nel Sacro Romano Impero alla stregua di «ladri e briganti». Una frase identica è presente nel 49° libro del Digesto di Ulpiano. Il diritto romano distingue tra hostes (nemici, ad esempio i Parni) e latrunculi (briganti), soggetti a una diversa valutazione giuridica. Quest'ultima parola compare anche nei capitoli 90 e 134 della cronaca. |
| felix embola                                            | Cap. 103. | L'espressione compare nel capitolo dedicato alla vittoria di Salomone e dei suoi cugini contro i Cumani. Si ritrova anche nelle Gesta Hungarorum. Embola è un termine latino medievale di origine greca, il cui significato è incerto. Incluso nel Codice giustinianeo con il significato di "carico della nave", nei testi in lingua latina editi in Ungheria ha il significato di "esercito" o "unità militare attaccante". Riguardo a felix embola, László Veszprémy ha sostenuto che l'anonimo si fosse imbattuto in tale locuzione nell'opera di Alexander Neckam durante il suo soggiorno a Parigi, o che fosse già stata riportata nel testo della cronaca del XII secolo. |
| affectuosissimis et istanttissimis precibus compulerunt | cap. 131. | Il testo afferma che quando Ladislao I fu incoronato re, «essi [i nobili d'Ungheria] lo costrinsero a ricoprire la carica rivolgendogli delle suppliche amorevolissime e insistenti». József Gerics e László Veszprémy hanno affermato che questa frase fu influenzata da una lettera di papa Gregorio VII del 1081 che ha fatto pensare a un caso di «re riluttante», un concetto questo espresso nella Cura Pastoralis di papa Gregorio I e nel Codice giustinianeo. |
| mediam capitis diminutionem                             | Cap. 157. | Il duca Álmos «fu costretto all'esilio» da Stefano II, narra il testo. L'espressione deminutio capitis, estrapolata dal diritto romano, indica un cambiamento di status di una persona, una «pena civile dalla media gravità» che comportava l'esilio e la perdita della cittadinanza nell'antica Roma. La frase appare nelle Istituzioni di Giustiniano. |

##### Diritto canonico
| Frase | Posizione | Nota |
| --- | --------- | --- |
| fecit eos obtruncari nec contritos nec confessos | cap. 75.  | La cronaca testimonia che Samuele Aba ordinò di massacrare i suoi oppositori «senza rimorso né confessione». Nel 428, papa Celestino I scriveva in una sua lettera ai vescovi della Gallia che questo tipo di morte comportava la dannazione eterna. Da allora, questa frase è entrata a far parte di diverse opere di diritto canonico, tra cui quelle di Rabano Mauro, Ansberto o Burcardo di Worms. |
| Et quantum iuste humanitatis arbitratu pensari potest cum cordis contritione et satifactione de peccatis suis penituit                                                                   | cap. 136. | Descrivendo l'espiazione di Salomone, si dice che il re decaduto «gemette al ricordo di ciò che aveva compiuto, e si pentì dei suoi peccati, per quanto possa giudicare la comprensione umana, con cuore umile e contrito». È un'espressione ampiamente utilizzata nel diritto canonico, ad esempio in vari passaggi del Decretum Gratiani. |
| Non transgrediaris terminos patrum ... Suis itaque terminis contentus esse maluit ... leges convenieni vigore sanctiendo ... eis rector et gubernator in exercitu lesu Christi existeret | Cap. 139. | Il capitolo narra la morte di San Ladislao e la ricostruzione della chiesa di Várad (oggi Oradea, in Romania). La descrizione biblica e canonica del monarca «umile e riluttante» contiene diversi elementi di diritto canonico, tra cui citazioni tratte dall'Antico Testamento, dal Decretum Gratiani, dalla lettera di papa Gregorio VII al continuatore Ladislao a cavallo tra il XII e il XIII secolo, che ampliò consapevolmente la caratterizzazione del re con virtù cavalleresche, supportandole con citazioni di diritto canonico tratte dalla raccolta di Graziano. |
| Erat denominato habitu corporis contemtibilis, sed astutus and docilis, ispidus, pilosus, luscus, gibosus, claudus e blesus                                                              | Cap. 143. | Le frasi che descrivono in modo sfavorevole Colomanno (egli «era di bassa statura, ma astuto e imparava in fretta; era peloso e ispido, mezzo cieco e gobbo, zoppo e balbuziente») si ispirano a opere di diritto canonico. Queste caratteristiche compaiono nella Historia Augusta, nel Levitico, nei commenti di Isidoro di Siviglia e Girolamo e nel Decretum Gratiani. Il cronista ricorre plausibilmente a un trattato di diritto canonico che elencava gli ostacoli fisici all'ordinazione sacerdotale. La caratterizzazione di Colomanno può essere paragonata a quella di Tersite nell'Iliade. La sua controparte latina, la Ilias Latina, fu diffusa in Europa dai cistercensi, il che potrebbe forse riflettere l'affiliazione del cronista all'ordine. |
| sed lex ab ea eum separavit, quam reatus acusavit, blame Damnavit, maleficium coartavit                                                                                                  | Cap. 149. | Eufemia di Kiev, la seconda moglie di Colomanno, «fu colta nel peccato di adulterio», perciò il re la rinnegò presto, rimandandola nella Rus'. Il cronista prende in prestito la terminologia giuridica dal Decretum Gratiani, nel tentativo di delegittimare la pretesa di Boris al trono e considerarla priva di fondamento giuridico. |
| et infectum est altare sanguine | Cap. 151. | Colomanno, in punto di morte, ordinò che il fratello cieco Álmos venisse imprigionato. Inviò uno dei nobili a lui fedeli, Benedetto, figlio di Both, a catturare il duca, che si stava rifugiando nella chiesa di Dömös. Benedetto gli impose le mani sacrileghe e lo tirò con violenza mentre si aggrappava all'altare. Mentre cercava di trascinarlo via, la pelle delle mani del duca si lacerò e «l'altare fu contaminato dal sangue». Si trattava di una grave violazione del diritto canonico, che considerava le chiese luogo di «asilo». Allo stesso modo, anche i codici di Stefano I, Ladislao I e Colomanno designavano le chiese come luoghi di rifugio.                                                                                              |
| Non est bonum reddere malum pro bono | Cap. 166. | Geza II permise a Luigi VII di Francia e ai partecipanti della seconda crociata di attraversare il paese. Quando il re venne a sapere che il pretendente Boris era con i cisalpini, spedì una missiva a Luigi VII, dicendo: «Non è una cosa buona spacciare un male per un bene». La citazione è tratta dal Decretum Gratiani, che si basa a sua volta su un proverbio biblico (ebraico). |
| ut adulterinam progeniem ecclesia non communicat | Cap. 166. | In tale passaggio, gli inviati magiari contestano il diritto di Boris a domandare «asilo», affermando che «secondo l'insegnamento dei nostri dottori, la prole adultera non ha posto nella Chiesa». József Gerics ha sostenuto che il cronista avesse ricordato il divieto di ordinazione sacerdotale per discendenza illegittima, come citato del resto nell'Antico Testamento, nel Decretum Gratiani e nel Liber Extra. |

##### Prestiti da altre epoche o realtà storiche
| Frase                    | Posizione                             | Nota |
| ------------------------ | ------------------------------------- | --- |
| marcis auri purissimi    | Cap. 66.                              | La frase compare in quella porzione di testo inerente alla campagna di Stefano I contro un certo Kean, duca dei Bulgari e degli Slavi nel 1003 (o intorno al 1010). Una simile unità di misura, equivalente a 240 grammi di peso, appare per la prima volta in uno statuto contemporaneo nell'ultimo testamento dell'hospes Fulco (1146). Gyula Kristó ha sostenuto che questo testo è quindi il risultato di un'interpolazione dei primi anni del XIII secolo, di frequente peraltro ripreso anche nelle Gesta Hungarorum. |
| furor Teutonicus         | Cap. 71, 81, 93, 165 (per due volte). | Letteralmente "furia germanica", questo topos compare cinque volte nel testo della cronaca, nel contesto di varie guerre difensive contro il Sacro Romano Impero. L'espressione trae origine dalla Farsaglia di Lucano (I secolo). Nel Medioevo, fu usata per la prima volta da Eccheardo d'Aura nel suo Chronicon universale a cavallo tra l'XI e il XII secolo. Bernát L. Kumorovitz ed Elemér Mályusz hanno creduto che la frase sia stata inserita da un cronista contemporaneo in relazione al testo dell'XI secolo, adducendo come prova il fatto che una copia dell'opera di Lucano fosse conservata nella biblioteca dell'abbazia di Pannonhalma durante il regno di San Ladislao. Gyula Kristó ha sottolineato che la xenofobia si intensificò in Ungheria all'inizio del XIII secolo (simili riscontri si possono rintracciare analizzando le Gesta Hungarorum, la Bolla d'oro, il giuramento di Bereg), quindi il termine può essere stato adottato anche in quel periodo. László Veszprémy ha sostenuto che la frase si diffuse maggiormente in Europa a metà del XII secolo, durante le campagne italiane di Federico Barbarossa. |
| magnates Hungariae       | vari                                  | La frase compare in varie parti del testo della cronaca, cronologicamente per la prima volta a partire dal periodo del regno di Pietro Orseolo. L'espressione, che indica la nobiltà ungherese o l'élite, compare però con ampia frequenza durante il regno di Stefano III, sostituendo altre parole (ad esempio ottimati o proceres). In seguito, la locuzione scompare per decenni e ricompare esclusivamente nel XIII secolo. |
| falangos aulicorum       | vari                                  | Ovvero il «seguito di corte», l'espressione è copiata dagli Annales Altahenses. Compare nelle descrizioni di varie campagne militari (Samuele Aba, Stefano II, Béla II). Si sostiene che il continuatore sotto Stefano III avesse usato questo termine retroattivamente durante la riedizione. |
| accintus est gladio      | Cap. 64, 66, 116, 165.                | La metafora del «cingersi la spada» compare in varie parti della Bibbia (si pensi al Salmo 45:3). Stefano I «fu per la prima volta cinto della spada» quando si preparò alla guerra contro Koppány. Tra i privilegi riservati al capitolo di Albareale, papa Benedetto VIII concesse due scapolari con orli decorati e con il privilegio di tale autorità che chiunque li indossasse in occasione della celebrazione della Messa, avrebbe avuto il diritto di ungere e incoronare il re, nonché di cingerlo della spada. Durante il conflitto tra Salomone e Géza, l'abate Guglielmo «immediatamente [...] si cinse della spada e montò a cavallo». Poco prima della battaglia del Fischa, anche Géza II fu cinto della spada, in segno del raggiungimento della maggiore età. Riguardo a Stefano I, lo storico Zoltán Tóth non ha ritenuto attendibile il resoconto della cronaca, poiché a quel tempo la lancia reale era ancora considerata il principale simbolo del potere regale nel Sacro Romano Impero (fino al regno di Enrico IV di Franconia). Anche László Veszprémy ha considerato questa sezione non autentica, in quanto poiché non si accenna ad alcun coinvolgimento ecclesiastico e Stefano era ormai ben oltre l'età infantile. Riguardo al capitolo di Albareale, il prevosto non godette mai di quei privilegi. La spada compare tra le insegne regie solo durante il regno di Colomanno. Anche Ottone di Frisinga menziona Géza che viene munito di spada, riflettendo già l'ideale cavalleresco della metà del XII secolo. È possibile che il cronista che curò il testo a cavallo tra il XII e il XIII secolo avesse attribuito questo gesto, in modo anacronistico, anche alle cerimonie cerimonie di investitura dei passati sovrani. |
| pulpa                    | Cap. 82.                              | Come abitudine non cristiana, Vata e i suoi seguaci mangiavano la «carne di cavallo». Questa frase compare anche nella leggenda più lunga di San Gerardo. Sándor Domanovszky ha sostenuto che la cronaca attingesse al testo della leggenda, mentre János Horváth Jr. ha pensato esattamente il contrario: l'autore della leggenda cambia diverse frasi, alternando così le strofe della sua prosa rimata. József Gerics ha concordato con Horváth, sostenendo che l'agiografo cercasse delle parole più comuni anziché termini più elaborati e sofisticati. Questa parte del testo della cronaca fu sicuramente scritta prima dell'inizio del XIII secolo. |
| collecta/exactio         | Cap. 72, 82, 94.                      | Vata e i suoi ribelli pagani spedirono tre inviati all'accampamento di re Pietro per comunicare gli ordini di Andrea e Levante, i quali domandavano, tra le altre cose, la «completa riscossione dei tributi». Il termine collecta, una sorta di tassa straordinaria, compare per la prima volta nei documenti contemporanei nel 1198 e divenne un'imposta comune a partire dal regno di Andrea II. Questo termine fu integrato nel testo preesistente durante la redazione su larga scala del XIII secolo. Il suo sinonimo, il termine exactio, compare due volte nel testo della cronaca: di conseguenza, Samuele Aba revocò le esazioni che Pietro Orseolo aveva stabilito secondo la sua consuetudine, mentre questa tassa è menzionata anche in relazione al regno di Béla I. Nell'Europa occidentale, l'exactio stava a indicare una tassazione illegittima e arbitraria. Il termine compare per la prima volta in Ungheria nel 1225. Il suo utilizzo in relazione all'XI secolo è anche segno di un'interpolazione anacronistica risalente all'inizio del XIII secolo. |
| praeco                   | Cap. 82, 92, 95, 155.                 | Questa frase accennata nel corso del testo indica un funzionario con diverse funzioni: messaggero, guardaportone e incaricato della convocazione dei coscritti. Originariamente il termine indicava un sorvegliante dei campi (in ungherese csősz), ma con il tempo, il praeco finì per indicare una carica riservata a un membro della dinastia regnante. L'ufficio viene infatti menzionato in più fasi dell'epoca degli Arpadi. |
| clericum suum litteratum | Cap. 117.                             | La frase indica gli ecclesiastici che conoscevano il latino e riflette le condizioni ecclesiastiche della fine dell'XI o dell'inizio del XII secolo. |
| astur/austur             | Cap. 148.                             | Il duca Álmos, residente a Csór, «catturò un corvo mandandogli dietro una poiana». La parola astur ("poiana") compare nel sogno di Emese, narrato dalle Gesta Hungarorum dell'anonimo notaio. György Györffy ha analizzato come questo termine romanzo rilatinizzato sia di origine italiana e occitana (ostur), comparendo per la prima volta in questa forma in un documento italiano del 1249. Györffy ha sostenuto che l'anonimo, di ritorno in Ungheria, avesse esportato e "ungherizzato" questa parola nella sua terra, motivo per cui il testo non potesse essere stato scritto prima dell'inizio del XIII secolo. Al contrario, József Gerics ha elencato degli esempi similari dal IX al XII secolo nell'Europa occidentale. |

##### Antichità classica
| Capitolo | Frase/Descrizione                                        | Analogia classica |
| -------- | -------------------------------------------------------- | --- |
| 89       | effeminati enervatique                                   | Consolatio ad se di Cicerone |
| 102-103  | accampamenti in cima alla montagna                       | Epitoma rei militaris di Vegezio, scritti di Giulio Cesare, Historiae Alexandri di Curzio Rufo |
| 107      | Assedio di Belgrado (1071)                               | Guerra di Troia |
| 121      | Battaglia di Mogyoród                                    | dextrarius ("cavallo da guerra", Farsaglia di Lucano); praestolor (es. Ammiano Marcellino, Sidonio Apollinare); arduus equus ("cavallo duro", Georgiche di Virgilio); pocula dire mortis eisdem propinarunt («essi [l'esercito di Géza] versarono su di loro [l'esercito di Salomone] le coppe della morte», proverbio originariamente riferito al suicidio forzato di Socrate tramite avvelenamento, ripreso anche da, ad esempio, Lucano, Cicerone, la Historia Langobardorum di Paolo Diacono, gli scritti di Agostino d'Ippona, l'agiografia di Cutberto di Beda il Venerabile e gli Annali di Quedlinburg) |
| 122      | Battaglia di Mogyoród                                    | Gesta Ladislai regis; vari espedienti letterari tratti dalle opere di Erodoto (Salomone = Ciro, Dario, Serse; "intrigante" conte Vid = Democede, Atossa, Mardonio; "pacifico" conte Ernyei = Creso, Artabano, Demarato); visione di Ladislao prima della battaglia, profanazione del cadavere di Vid (analogie letterarie medievali attraverso Giustino e Pietro Comestore) |
| 123      | Salomone e sua madre Anastasia di Kiev dopo la battaglia | La regina madre predice la caduta del figlio (I Persiani di Eschilo, Ab urbe condita di Tito Livio, Gesta Francorum) |
| 137      | re cupo e lacrimoso                                      | Stefano I come re «reverenziale e cupo» (oratio lacrimarum; Rudens di Plauto, Le metamorfosi di Ovidio, Argonautiche di Valerio Flacco, Eirene di Aristofane, Le Confessioni di Agostino d'Ippona, oltre a opere narrative e liturgiche medievali) |
| 148      | L'accecamento di Béla                                    | Anche il bambino Béla [II] avrebbe dovuto essere castrato, ma il soldato incaricato di questo compito disobbedì all'ordine, castrando invece un cane e portandone i testicoli a Colomanno. Delle analogie si possono trovare nell'Edipo a Colono di Sofocle, nella descrizione della gioventù vissuta da Ciro fornita da Erodoto, nella biografia di Romolo di Plutarco, nell'Excidium Troiae (tramite la poesia di Corrado di Würzburg) e Tristano di Goffredo di Strasburgo. |

##### Citazioni bibliche e parallelismi
Oltre all'elemento stilistico legato all'ebraismo (come accintus est gladio o in saecula saeculorum), il testo della cronaca dell'XI-XII secolo contiene ventinove citazioni integrali della Bibbia (una di queste faceva anche parte dell'ordo per l'incoronazione di Ecgberto) e cinquantasette parafrasi. Inoltre, vi sono anche espressioni e versetti biblici che fungono da sfondo per le similitudini menzionate nel testo.
Alcune narrazioni sono state scritte riprendendo passaggi biblici ben noti. Secondo Péter B. Kovács, l'assedio di Belgrado del 1071 (capitolo 105) presenta delle similitudini con la storia di Davide e Golia nella sua struttura tematica e lessicografia. László Veszprémy ha riscontrato dei parallelismi biblici con la storia di Santo Stefano cinto della spada. Dániel Bagi ha paragonato a un'ordalia il duello combattuto dal duca Béla contro un guerriero della Pomerania.